# Iglesia greco-católica ucraniana

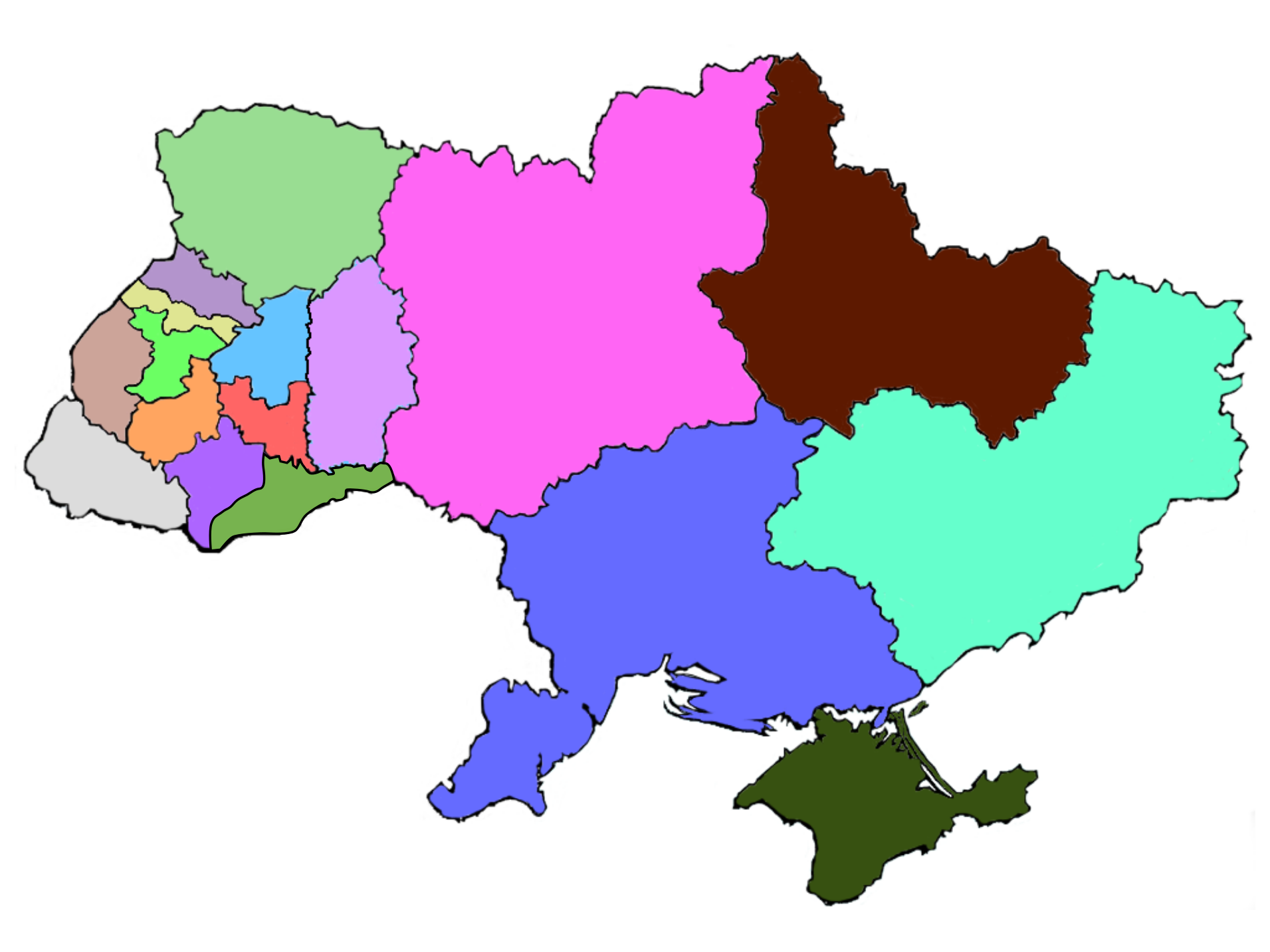
Diócesis de la Iglesia greco-católica ucraniana en Ucrania.

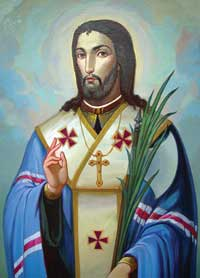
Josafat Kuncewicz (san Josafat), santo de la Iglesia greco-católica ucraniana.

La Iglesia greco-católica ucraniana (en ucraniano: Українська греко-католицька церква, en latín: Ecclesia Graeco-Catholica Ucrainae y en el Anuario Pontificio: Chiesa Ucraina) es una de las 24 Iglesias sui iuris integrantes de la Iglesia católica. Es la más numerosa de las Iglesias orientales católicas y sigue la recensión rutena de la tradición eslava de la liturgia constantinopolitana (o rito bizantino) en la que utiliza como lenguaje litúrgico el eslavo eclesiástico y como lengua auxiliar el ucraniano. Está organizada como Iglesia arzobispal mayor de acuerdo a la forma prescripta por el título 5 del Código de los cánones de las Iglesias orientales, que regula su funcionamiento bajo supervisión de la Congregación para las Iglesias Orientales. Está presidida por el Arzobispo Mayor de Kiev-Galitzia (o Hálych) y toda la Rus (o Rutenia), que aunque usa el título de patriarca, la Santa Sede no se lo ha reconocido formalmente. Su sede es la catedral patriarcal de la Resurrección de Cristo de Kiev en Ucrania.
Esta Iglesia sitúa su origen en la cristianización de la Rus de Kiev en 988 por Vladimiro Sviatoslávich, ya que desde ese año ha tenido una jerarquía ininterrumpida. Tras el cisma de Oriente de 1054, permaneció en comunión con el patriarcado de Constantinopla y rompió relaciones con el papa de Roma —con restauraciones temporales—. En 1596 se produjo la Unión de Brest por la cual el metropolitanato de Kiev de rito bizantino entró de nuevo en comunión con la Santa Sede y rompió relaciones con la Iglesia ortodoxa, constituyéndose en la Ecclesia Ruthena Unita. Aunque el término rutenos fue utilizado antes más ampliamente para los habitantes de la Rus de Kiev (rusos, ucranianos, bielorrusos y eslovacos) hoy es utilizado por las autoridades de la Iglesia católica en un sentido más específico, por lo que debe distinguirse entre la antigua Iglesia rutena surgida en la cristianización de la Rus de Kiev e incorporada a la Iglesia católica con la Unión de Brest en 1596 —que es hoy continuada principalmente por la Iglesia greco-católica ucraniana— y la actual Iglesia rutena que a partir de los mismos orígenes se incorporó a la Iglesia católica con la Unión de Úzhgorod en 1646 —y es hoy la Iglesia católica bizantina rutena—. El nombre greco-católica se utiliza desde 1774, cuando el gobierno de la emperatriz María Teresa de Austria lo implementó para distinguirlos de los católicos de rito latino y armenio; antiguamente también se empleaba el término uniata para referirse a todos los católicos de rito oriental, pero hoy su uso se considera despectivo[cita requerida].
Esta Iglesia se encuentra geográficamente muy dispersa, pero su territorio propio se limita a Ucrania, con excepción de la eparquía de Mukáchevo de la Iglesia católica bizantina rutena que rechaza incorporarse a la Iglesia greco-católica ucraniana y se extiende sobre la óblast de Zakarpatia. Fuera del territorio propio, ni el arzobispo mayor ni el sínodo tienen más jurisdicción que la ritual, y las jurisdicciones se hallan al mismo nivel que las latinas en cuando a su relación con la Santa Sede. Cuatro metropolitanatos sui iuris existen en Polonia, Estados Unidos, Canadá y Brasil.

## Historia

### Dependencia del patriarcado de Constantinopla

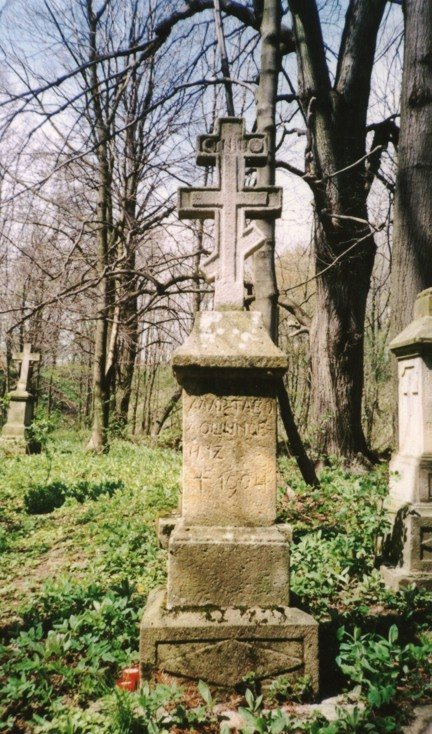
Tumba en el cementerio greco-católico ucraniano de Królik Wołoski, Polonia.

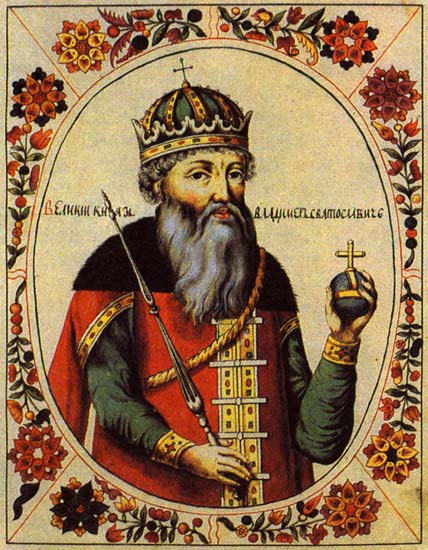
Vladimiro Sviatoslávich.

De acuerdo con las leyendas locales, el cristianismo habría llegado a la región, en donde luego se fundaría Kiev, en tiempos apostólicos de la mano de Andrés el Apóstol. A fines del siglo I, se establecieron algunas comunidades griegas cristianas en torno al mar Negro en Escitia y la península de Crimea. Entre los siglos IV y VII, el cristianismo comenzó a extenderse activamente en el antiguo territorio ucraniano. Los ucranianos (que son eslavos orientales) recibieron la fe cristiana por medio de misioneros bizantinos y sus Iglesias, consecuentemente, estuvieron originalmente conectadas al Patriarcado de Constantinopla. A principios del siglo IX los patriarcas Ignacio y Focio de Constantinopla enviaron obispos y misioneros a la Rus de Kiev, y este último, a principios de 867, envió una encíclica a patriarcas y obispos orientales informando sobre que, a la cristianización de los búlgaros, le había seguido la de Rus, enviando un obispo. Los esfuerzos misioneros de los hermanos Cirilo y Metodio provocaron que el Primer Imperio búlgaro adoptase, en 893, el antiguo eslavo eclesiástico en alfabeto glagolítico como su lengua litúrgica, expulsando a los clérigos griegos. El uso de esta lengua en la liturgia había sido aprobado por el papa Nicolás I en 867 y, posteriormente, desautorizado por el papa Esteban V en octubre de 885. Los búlgaros establecieron en Ohrid en 918 un patriarcado independiente del de Constantinopla, que fue reconocido por éste en 927, y la liturgia búlgara derivó en el uso del eslavo eclesiástico y del alfabeto cirílico, que transmitieron a sus vecinos eslavos de la Rus de Kiev. Un obispado en Tmutarakán en la península de Tamán es mencionado en una lista del Patriarcado de Constantinopla de la primera mitad del siglo VIII y fue conquistado a los jázaros por los eslavos en 965.
El cristianismo se volvió dominante en Kiev en 988 cuando el príncipe de la Rus de Kiev, Vladimiro I de Kiev, proclamó la religión cristiana como religión oficial en todas las tierras del territorio kievita. Prácticamente todo el pueblo fue bautizado a orillas del río Dniéper según el rito bizantino eslavo por orden de Vladimiro. Ese año es considerado como el del establecimiento del metropolitanato de Kiev en tiempos del patriarca Nicolás II de Constantinopla, aunque la eparquía de Kiev es mencionada en una crónica de principios de 891 y no hay fuentes históricas que confirmen que el supuesto primer metropolitano, Miguel, haya existido. Es probable que los primeros obispos fueran búlgaros de liturgia eslava, lo que explicaría que, hasta 1037, no hay información sobre ellos en las fuentes de Constantinopla y se supone que el primer metropolitano griego (Theopemptus, Феопемпт (митрополит Киевский)) llegó a Kiev en la década de 1020 iniciando la dependencia directa de Constantinopla. El primer templo de piedra, y consagrada como catedral de Kiev, fue la iglesia de los Diezmos, construida entre 989 y 996. A la muerte de Vladimiro, el metropolitanato de Kiev contaba con obispados sufragáneos en Cherníhiv, Nóvgorod, Pereyáslav (ciudad construida por Vladimiro en 992 y destruida en 1239), Tmutarakán (ciudad perdida por los eslavos hacia 1110-1120), y probablemente en Volodímir-Volinski (tal vez fundado en 992) y Vérjniy Túriv (hoy en el raión de Turka).
Bajo el reinado de Yaroslav I el Sabio (1019-1054), sucesor de Vladimiro, la Iglesia de Kiev continuó su expansión: se construyeron monasterios, iglesias, escuelas, bibliotecas, se tradujeron libros del griego, etc. Yaroslav también mandó construir la gran catedral de Santa Sofía en 1037, que se convirtió en el símbolo del cristianismo ucraniano. Probablemente durante la guerra entre la Rus de Kiev y el Imperio bizantino (1043-1046) fue nombrado el primer metropolitano eslavo, Hilarión de Kiev (otras fuentes dicen en 1051), quien habría iniciado un período de subordinación menor a Constantinopla que terminó en 1054, cuando fue destituido y nombrado el griego Efraín o Efrem (Ефрем (митрополит Киевский)). Nuevas eparquías fueron agregadas al metropolitanato en Yúriyev-Polski, y Bílhorod. Yaroslav murió en 1054, año en que se produjo el cisma entre las Iglesias de Occidente y Oriente. La Rus de Kiev se mantuvo del lado bizantino, por lo que la comunión con el papa de Roma quedó interrumpida. En 1098, el metropolitano de Kiev Juan III asistió al Concilio de Bari, convocado por el papa Urbano II como un intento de superar el cisma. Poco a poco, con la expansión de las fronteras de la Rus de Kiev, el territorio del metropolitano de Kiev creció y en el siglo XI se fundaron las diócesis de Przemyśl y Galitzia, en 1137 la de Smolensk, en 1187 la de Riazán, en 1226 la de Vladímir del Klyazma, y en 1235 la de Jolm.
Tras la muerte de Yaroslav, comenzó una época dificultosa para la Iglesia de Kiev. Durante varios años, la ciudad sufrió invasiones mongoles y musulmanas que provocaron la caída de la Rus de Kiev. Después de la devastadora invasión mongola de la Rus y el saqueo de Kiev en 1240, el metropolitano Máximo de Kiev se mudó a la ciudad de Vladímir en 1299. En 1245, el metropolitano de Kiev Pedro Akeróvich participó en el Concilio de Lyon I. A mediados del siglo XIII, el metropolitanato de Kiev tenía 15 diócesis: Pereyáslav, Cherníhiv, Volodímir-Volinski, Vérjniy Túriv, Pólatsk, Nóvgorod, Smolensk, Riazán, Przemyśl, Galitzia, Vladímir del Klyazma, Rostov, Bélgorod, Tartu, Uhrovska (Chełm).
Después del ataque a Kiev por la horda del jan Toqta en 1299, el metropolitano Máximo se mudó a Briansk y, poco después, fijó su residencia en Vladímir en el Principado de Vladímir-Súzdal, por lo que el metropolitano local fue trasladado a Rostov. A petición de los soberanos del Principado de Galitzia-Volynia el patriarca Atanasio I de Constantinopla creó un metropolitanato separado en Hálych que incluyó las diócesis occidentales del metropolitanato de Kiev y toda Rus. La nueva metrópolis no duró por mucho tiempo, ya que, en 1308, el patriarca nombró un único metropolitano para Kiev y Hálych, Pedro de Moscú. Justo antes de su muerte, Pedro trasladó su sede episcopal de Vladímir a Moscú en 1326, reteniendo los títulos de metropolitano de Kiev y Hálych y toda Rus. Durante su gobierno episcopal fue dividido el metropolitanato al ser establecido el metropolitanato de Lituania en 1317 en el Gran Ducado de Lituania con sede en Navahrúdak, mientras que, tras su muerte, se restableció también la metrópolis de Hálych hasta que, en 1401, quedó vacante y su título fue asumido por el de Kiev.

### Unión de Florencia
El 6 de julio de 1439 fue proclamada la unión entre la Iglesia ortodoxa y el papa en el Concilio de Florencia, al que asistió el metropolitano Isidoro de Kiev con sede en Moscú. Isidoro se volvió un cardenal y legado papal de toda Rus y Lituania y proclamó la unión de las Iglesias de Oriente y Occidente en Moscú en 1441. Luego sufrió la persecución de los obispos locales y de la realeza del Gran Ducado de Moscú, que la rechazaron, y fue expulsado de Moscovia.
El 15 de diciembre de 1448 los obispos del metropolitanato llenaron la sede vacante y designaron metropolitano a Jonás de Moscú -hasta entonces obispo de Riazán- sin el consentimiento del patriarca uniato de Constantinopla. Tras fracasar su intento de imponer su jurisdicción sobre toda Rus, a partir de 1461 abandonaron el título de Kiev y se intitularon metropolitanos de Moscú y toda Rus. Debido a esto el patriarca Gregorio III de Constantinopla —que estuvo en comunión con el papa hasta su muerte en 1459— reorganizó la Iglesia de la Rus dentro del Gran Ducado de Lituania y sus nuevos primados fueron intitulados como metropolitanos de Kiev, Hálych (o Galitzia) y toda Rus (o Rutenia). El papa Pío II nombró en 1458 a Gregorio II el Búlgaro como el nuevo primado uniato del metropolitanato con jurisdicción sobre 10 diócesis en territorios ucranianos y bielorrusos (ambos entonces denominados en conjunto rutenos, en rito y nacionalidad): Kiev, Hálych, Przemyśl, Chełm, Volodímir, Lutsk, Turiv (Pinsk), Briansk (Cherníhiv), Pólatsk y Smolensk, mientras que la sede fue trasladada a Vilna a causa de que Kiev estaba expuesta a las invasiones tártaras. En 1476 el papa Sixto IV designó metropolitano a Misail Pstruch. Restablecido el cisma en 1471, a partir de 1481 el metropolitanato volvió a tener un metropolitano ortodoxo, mientras que el metropolitanato de Lituania fue abolido en 1471.

### Unión de Brest

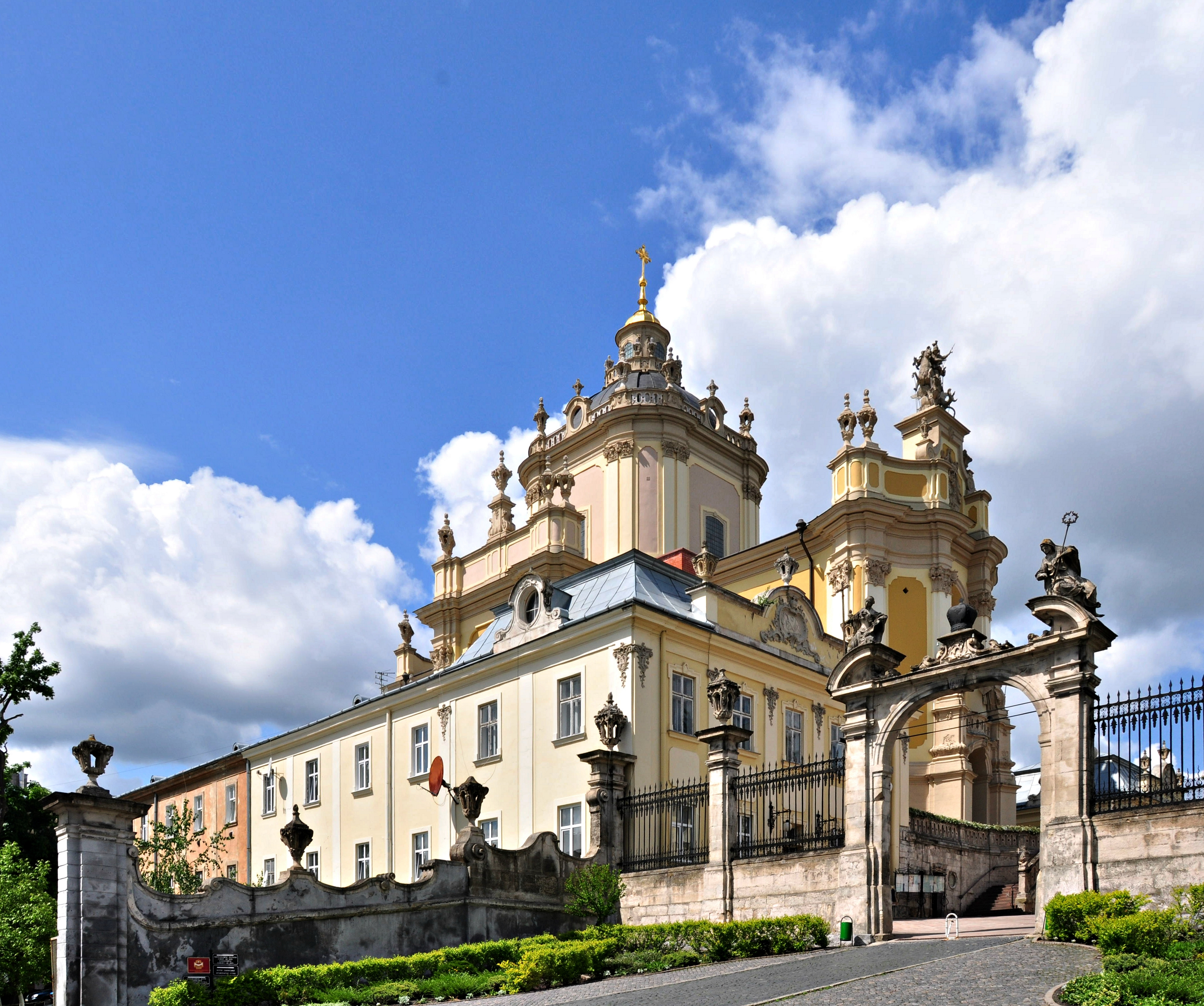
Catedral de San Jorge, Leópolis.

Después de la Unión de Lublin en 1569, que fusionó el Gran Ducado de Lituania y el Reino de Polonia en una unión personal, la Iglesia ortodoxa rutena se esforzó en la unión con la Iglesia católica romana para tener los mismos derechos que el clero católico. El contraste se hizo mayor ya que el clero católico polaco y lituano estaba revitalizado por la llegada de misioneros jesuitas desde 1569. Durante el siglo XVI los obispos ucranianos decidieron buscar un apoyo oficial y la protección de Roma. Debido a que la infiltración de la propaganda ruso-ortodoxa en Ucrania, era cada vez mayor, el trabajo del latinismo polaco también era enorme y, por otro lado, nacían nuevas sectas y el número de protestantes aumentaba.
El 12 de junio de 1595 hubo una reunión en Brest en la que el metropolitano Michael Rahoza y los obispos Hipacio Pociej, Cyril Terlecki y Leoncio Pelczyski realizaron una petición al papa Clemente VIII y otra al rey de Polonia, Segismundo III Vasa, en las que formularon 33 artículos que debían ser garantizados como condición previa a su ingreso en la comunión católica. Terlecki y Pociej viajaron a Cracovia, en donde se negociaron los términos de la unión con los representantes del rey y con el nuncio apostólico. El 2 de agosto de 1595 el rey Segismundo prometió que mantendría los derechos y posesiones de la Iglesia rutena, que el clero de Rutenia tendría los mismos derechos que el clero católico, que no serían latinizadas las iglesias y monasterios y que quedaba abolida la jurisdicción del patriarca de Constantinopla y otros prelados ortodoxos en Rutenia. El nuncio apostólico confirmó la normativa y el rey dispuso que Terlecki y Pociej viajaran a Roma para la sanción definitiva del acto de unión. El 27 de agosto de 1595 los obispos de Lutsk y Ostroh, Chełm, Przemyśl y de Leópolis lo anunciaron a los fieles de sus diócesis.
Terlecki y Pociej llegaron a Roma el 25 de noviembre de 1595 y trataron con el papa y los cardenales las condiciones de unión, que fueron aceptadas. Se acordó que el Filioque no debería insertarse en el Credo Niceno. La unión fue solemne y públicamente proclamada en el Salón de Constantino del Palacio Apostólico en el Vaticano el 12 de junio de 1595. El rey Segismundo III ordenó la realización de un sínodo en Brest para que el 8 de octubre de 1596 proclamara solemnemente la unión. El 9 de octubre de 1596 los obispos fueron en procesión a la iglesia de San Nicolás y luego de la liturgia el arzobispo de Pólatsk leyó la declaración del episcopado ruteno aceptando la unión con Roma.
Negaron su consentimiento a la unión los obispos Gedeón Balabán de Leópolis y Michael Kopystynski de Przemyśl, quienes fueron destituidos y excomulgados. El rey Segismundo III los privó de todos los derechos espirituales en un edicto del 5 de diciembre de 1596 por el que ordenó a los rutenos reconocer solo a los obispos unionistas. El metropolitanato de Kiev quedó dividido entre las 6 diócesis que aceptaron la unión: la metrópolis de Kiev (en las actuales Ucrania, Bielorrusia y Lituania), la archieparquía de Pólatsk (en la actual Bielorrusia) y las eparquías de Pinsk y Túrau (en la actual Bielorrusia), Lutsk y Ostroh (en la actual Ucrania), Volodímir-Brest (en la actual Ucrania), y Chełm (en la actual Polonia); y las 2 que se resistieron: Leópolis (en la actual Ucrania), y Przemyśl (en las actuales Ucrania y Polonia). A la muerte de Terlecki en 1607 su eparquía de Lutsk y Ostroh rechazó la unión hasta que fue restablecida en 1702 por el obispo Dionisio Zhabokrytskoho. Przemyśl aceptó la unión recién en 1691 por su obispo Inocencio Vynnytska, y Leópolis lo hizo en 1700 por el obispo Joseph Shymlanskaya. El metropolitanato fue ampliado tras la captura de Smolensk (en la actual Rusia) en 1616 por las tropas polacas —hasta su recuperación por los rusos en 1654— con la archieparquía de Smolensk.
En agosto de 1620, el patriarca Teófanes III de Jerusalén viajó a Kiev y consagró una nueva jerarquía ortodoxa en obediencia a Constantinopla y bajo protección cosaca, incluyendo a Job Boretsky como metropolitano de Kiev y a los eparcas de Pólatsk, Przemyśl, Volodímir-Volinski, Lutsk y de Chelm. En 1633, fueron reconocidos por el rey Vladislao IV de Polonia, quedando establecida como jerarquía rival de la greco-católica. En 1685, las 6 eparquías dependientes de Constantinopla (Kiev, Cherníhiv, Mstislav-Moguilev, Leópolis, Lutsk y Przemyśl) pasaron a la jurisdicción de la Iglesia ortodoxa rusa cuando Gedeón Svyatopolk-Chetvertynsky el metropolitano ortodoxo de Kiev, Galitzia y toda Rusia con la ayuda del prorruso hetman de los cosacos de Zaporozhia, Iván Samoylóvych, rompió lazos con el patriarca de Constantinopla. Al año siguiente, ambos patriarcados formalizaron la transferencia. Desde 1688, este metropolitanato ortodoxo ruso fue denominado de Kiev, Galitzia y pequeña Rusia y poco a poco fue adoptando la forma ritual rusa hasta su completa rusificación en el siglo XVIII.

### Supresión de la Iglesia greco-católica

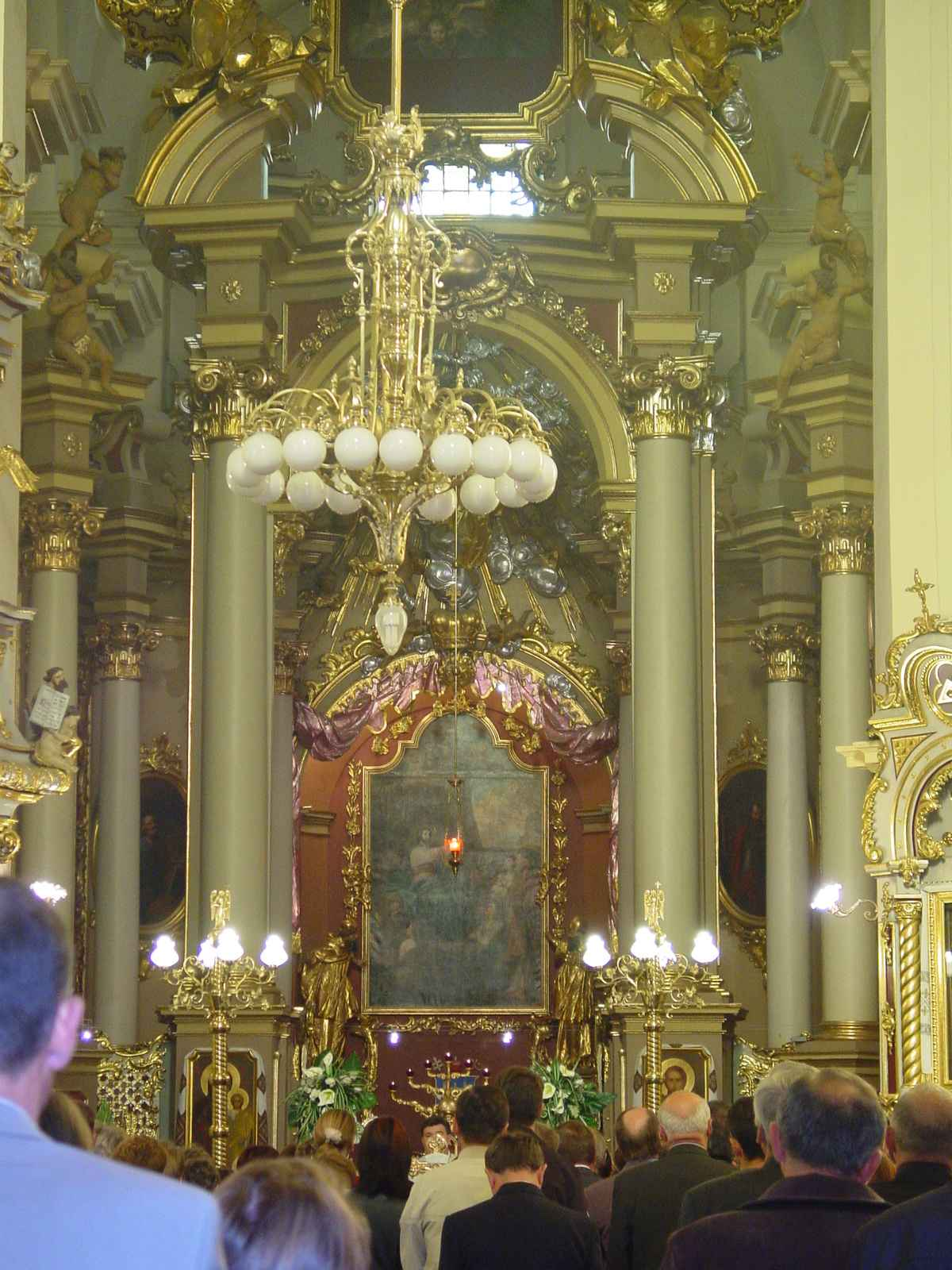
Interior de la catedral de San Jorge en Leópolis.

El paso final de la particularidad completa de la Iglesia greco-católica fue el desarrollo de la lengua ucraniana a partir del idioma de la Rus de Kiev entre 1600 y 1800, lengua que se distinguió de la bielorrusa y de la rutena.
La emperatriz Catalina II de Rusia emitió un edicto el 22 de abril de 1794 para eliminar todos los obstáculos para el retorno de los uniatos a la ortodoxia. El metropolitanato de Kiev con las eparquías de Lutsk y Ostroh, Volodímir-Brest, Pinsk y Turau, Pólatsk y Smolenk fue suprimido por las autoridades rusas en 1798 luego de la desaparición de Polonia a consecuencia de las particiones de Polonia entre Prusia, Rusia y Austria en 1772, 1793 y 1795. La parte que quedó bajo el dominio ruso incluía el Margen derecho de Ucrania y la moderna Bielorrusia, mientras que las eparquías de Leópolis, Chełm (o Kholm) y Przemyśl (Galitzia Oriental) quedaron bajo el dominio de Austria (actuales óblasts ucranianos de Leópolis, Ivano-Frankivsk y parte de Ternópil). En 1798, las eparquías de Volodímir-Brest, y de Lutsk y Ostroh fueron restauradas. El alzamiento polaco de 1806 permitió el restablecimiento del metropolitanato con sede en Pólatsk, pero el zar solo aceptó el nombre de metropolitanato de la Iglesia Uniata en Rusia. El 26 de septiembre de 1808 el papa transfirió el primado del metropolitano de Kiev-Hálych y toda la Rus al nuevo metropolitano de Leópolis en el Imperio austrohúngaro, cuyas eparquías sufragáneas fueron Ivano-Frankivsk y Przemyśl.
En las zonas más orientales de Podolia, la población principalmente revirtió a la ortodoxia. Inicialmente, las autoridades rusas fueron tolerantes con la Iglesia greco-católica y le permitieron funcionar sin restricciones (llamando a los adherentes basilianos). Sin embargo, el clero pronto se dividió en pro-católico y prorruso, con el primero tendiendo a convertirse al catolicismo de rito latino, mientras que el último grupo era dirigido por el obispo Iosif Semashko (1798-1868). En 1828 la Iglesia en el Imperio ruso fue reorganizada creándose los metropolitanatos de Pólatsk en Bielorrusia y de Lituania con sede en Zhyrovichy.
La situación cambió abruptamente después de la exitosa represión rusa del levantamiento polaco de 1831, cuyo objeto fue eliminar el control ruso de los territorios polacos. Como el levantamiento fue apoyado activamente por la Iglesia greco-católica, una represión contra ella ocurrió de inmediato. Los miembros pro-latinos del sínodo fueron expulsados y la Iglesia comenzó a desintegrarse, con sus parroquias en Volinia volviendo a la ortodoxia, incluyendo la transferencia en 1833 del monasterio de Pochaiv. En 1839, el Sínodo de Pólatsk (en la actual Bielorrusia), bajo la dirección del obispo Semashko, disolvió la Iglesia greco-católica en el Imperio ruso y todas sus propiedades fueron transferidas a la Iglesia estatal ortodoxa por el zar Nicolás I de Rusia. Los metropolitanatos de Bielorrusia y de Lituania fueron abolidos, permaneciendo solo la eparquía de Chełm en la actual Polonia. La presión del Gobierno ruso acabó completamente con el catolicismo griego, y unos 7 millones de fieles fueron obligados a pasar a la Iglesia ortodoxa rusa. La disolución de la Iglesia greco-católica en Rusia se completó en 1875 con la abolición de la eparquía de Chełm.
Solamente la parte occidental de Ucrania, con Leópolis como capital, que permaneció bajo el Imperio austríaco y después bajo Polonia, pudo conservar la comunión eclesial con Roma. Los austríacos concedieron libertad de culto a la Iglesia greco-católica y eliminaron la influencia polaca. También ordenaron que los seminaristas recibieran una educación superior formal (previamente, los sacerdotes habían sido educados informalmente por sus padres) y organizaron instituciones en Viena y Leópolis que sirvieron para esta función.  Empero, existía en Roma cierto temor de que algunos elementos de Iglesia pudiesen ceder a la apostasía ortodoxa: el Papa en 1891 envió al cardenal Ciasca, quien llevó a cabo el Sínodo de Leópolis de septiembre a octubre del mismo año; los agustinos de España consideraron exitosísimo el Sínodo.
Al finalizar el siglo, muchos fieles emigraron a Estados Unidos, Canadá y Brasil. De los estimados 5 millones de greco-católicos viviendo en Europa Central al iniciarse el siglo XX, tan solo unos 10 000 estaban fuera de las fronteras austrohúngaras. Se estimaba en 3 134 000 los greco-católicos mayormente ucranianos (y el resto polacos) en el metropolitanato de Leópolis incluyendo sus eparquías sufragáneas de Stanislav (o Ivano-Frankivsk) y Przemyśl, mientras que el metropolitanato de Făgăraș y Alba Iulia con sus sufragáneas de Lugoj, Oradea y Gherla tenía 1 267 000 greco-católicos mayormente rumanos (y el resto húngaros). En Hungría las eparquías de Mukáchevo y Prešov, sufragáneas de la arquidiócesis de Esztergom, tenían 562 000 fieles mayormente rutenos (y el resto eslovacos y húngaros) y la de Križevci, sufragánea de la arquidiócesis de Zagreb, tenía 25 000 fieles croatas y rutenos.
El 22 de febrero de 1903, el zar decretó la libertad religiosa, permitiendo el funcionamiento de la Iglesia greco-católica. Esta Iglesia prosperó bajo el carismático liderazgo del metropolita Andriy Sheptytsky (en), que fue archieparca de Leópolis de 1900 a 1944. En 1907, el papa Pío X le dio en forma oral y absolutamente secreta plenos poderes para organizar la Iglesia de rito bizantino en el Imperio ruso. Sheptytsky fue deportado internamente en Rusia entre 1914 y 1917 y a su regreso a Leópolis, utilizando los poderes otorgados por Pío X, el 29 de mayo de 1917 creó el exarcado archiepiscopal para los fieles ucranianos de rito bizantino en Rusia y Siberia, designando exarca al abad Klymentiy Sheptytsky, confirmado por el papa Benedicto XV el 24 de febrero de 1921. El 28 de mayo de 1917, designó al primer exarca apostólico para los greco-católicos de Rusia (Exarchia apostolica pro catholicis ritus byzantini in Russia), Leonid Feodorov, quien fue confirmado por Benedicto XV el 1 de marzo de 1921.
Después de la Primera Guerra Mundial los greco-católicos ucranianos se encontraron bajo el gobierno de Polonia, Hungría, Rumania y Checoslovaquia. Al extender sus políticas de polonización a sus territorios orientales, las autoridades polacas trataron de debilitar la Iglesia greco-católica. El 17 de septiembre de 1939 Sheptytsky volvió a usar sus excepcionales poderes para crear 3 exarcados: exarcado archiepiscopal de Volinia, Polasia y Podlaquia (exarca Mykola Charnetskyi; exarcado archiepiscopal de la Gran Ucrania (exarca Josyf Slipyj); y el exarcado archiepiscopal de Bielorrusia (locum tenens Mykola Charnetskyj y desde el 17 de septiembre de 1940, exarca Antoniy Nemantsevich). El papa Pío XII aceptó estos exarcados el 22 de noviembre de 1941.
Al comenzar la Segunda Guerra Mundial, la mayor parte de Galitzia fue ocupada por la Unión Soviética en 1939 y al finalizar la guerra los greco-católicos ucranianos quedaron bajo dominio de los regímenes comunistas de Polonia y de la Unión Soviética. La nueva administración comunista actuó decisivamente para exterminar a la Iglesia greco-católica de Ucrania: en abril de 1945 las autoridades soviéticas arrestaron, deportaron y sentenciaron a campos de trabajos forzados en Siberia y en otros lugares al metropolita Josyf Slipyj (quien asumió como coadjutor de Sheptytsky al morir este el 1 de noviembre de 1944) el 11 de abril de 1945 junto a otros ocho obispos greco-católicos (Nykyta Budka, Grigorij Chomyshyn, Iván Lyatyshevskyi, Mykola Carneckyj, Peter Werhun, Josaphat Josyf Kocylovskyj, Hryhoriy Lakota, Teodor Yuriy Romzha), así como cientos de clérigos y líderes activistas laicos. Solo en Leópolis fueron arrestados 800 sacerdotes. Con sólo unos pocos clérigos invitados a asistir, un sínodo fue convocado en Leópolis el 8 y 9 de marzo de 1946 para revocar la Unión de Brest. Oficialmente todas las propiedades de la Iglesia fueron transferidas a la Iglesia ortodoxa rusa bajo patriarcado de Moscú. Todos los obispos y un número significativo de clérigos murieron en prisiones, campos de concentración, exilio interno, o poco después de su liberación. La excepción fue el metropolita Slipyj, cabeza de la Iglesia, que fue puesto en libertad en 1963 por intervención del papa Juan XXIII, para ser enviado exiliado a Roma. En ese mismo año (23 de diciembre de 1963) el papa Pablo VI le dio el título de archieparca mayor de los ucranianos de Leópolis, con autoridad similar a un patriarca oriental. En 1965 fue creado cardenal, aunque lo había sido in pectore en 1949, y murió en 1984. La emigración a los Estados Unidos y Canadá, que había comenzado en la década de 1870, aumentó después de la Segunda Guerra Mundial.
El clero que se unió a la Iglesia ortodoxa rusa se salvó de la persecución a gran escala contra la religión que se produjo en otras partes del país. En la ciudad de Leópolis sólo una iglesia fue cerrada, en un momento en que muchas ciudades en el resto de Ucrania no tenían una iglesia funcionando. Otras concesiones del gobierno soviético permitieron que en las eparquías ortodoxas de Leópolis-Ternópil e Ivano-Frankivsk tuvieran la mayoría de los 7 conventos existentes, mientras que en Rusia no quedaba ninguno. La ley canónica ortodoxa también fue relajada con el clero permitiéndoles afeitarse la barba y llevar a cabo la liturgia en ucraniano en vez de con el eslavo eclesiástico.
La mayor parte del clero greco-católico de Ucrania era clandestino, los católicos ucranianos continuaron existiendo como "Iglesia de las catacumbas" durante décadas y fueron objeto de fuertes ataques en los medios de prensa estatales. El clero renunció al ejercicio público de sus deberes clericales, pero lo siguieron haciendo secretamente. Entre 1944 y 1989 fueron secretamente consagrados 25 obispos greco-católicos en la Unión Soviética. Muchos sacerdotes tomaron profesiones civiles y celebraron los sacramentos en privado. La policía soviética regularmente observaba, interrogaba y aplicaba multas a exsacerdotes cuyas actividades ilegales conocía, pero no se los detenía si no trascendían demasiado sus actividades. A los nuevos sacerdotes secretamente ordenados se les trataba con más dureza.
A finales de la década de 1950 las autoridades arrestaron aún más sacerdotes y desataron una nueva ola de propaganda anticatólica. Las ordenaciones secretas ocurrieron en el exilio y los seminarios teológicos secretos en Ternópil y Kolomyia fueron divulgados en la prensa soviética en los años 60 cuando sus organizadores fueron arrestados. En el 1974 un convento clandestino fue descubierto en Leópolis. Durante la era soviética, la Iglesia greco-católica ucraniana prosperó en toda la diáspora ucraniana. Mientras Slipyj se hallaba en el Gulag, en 1959 designó 6 administradores para los greco-católicos de la Unión Soviética: Vasyl Velyckovskyj (para Volinia, Gran Ucrania y Bielorrusia); Mykola Revt' (para Siberia Occidental); Illia Blavatskyi (para Siberia Central); Stepan Ratych (para Siberia Oriental); Olexiy Zarytskyi (para Kazajistán); y Josafat Fedoryk (para Asia Central).

### Restablecimiento
A finales de los años ochenta hubo un cambio en la actitud del gobierno soviético hacia la religión. En diciembre de 1989, acercándose la caída del comunismo, a los greco-católicos ucranianos se les concedió el derecho de registrarse ante el gobierno y se les permitió otra vez funcionar. Casi todas sus parroquias previas a 1946 y sus propiedades estaban en manos de la Iglesia ortodoxa. Apoyada por grupos nacionalistas ucranianos la Iglesia greco-católica tomó una postura inflexible respecto a la devolución de sus propiedades perdidas y parroquias, aún para el caso de que casi no hubiera fieles católicos en ellas. Con el apoyo de las autoridades locales los ucranianos católicos gradualmente tomaron posesión de sus antiguas parroquias. La mayoría de las parroquias de Galitzia quedaron bajo el control greco-católico durante los acontecimientos de una rivalidad interconfesional a gran escala que fue acompañada a menudo por choques violentos. Todo esto fue el preludio de un fuerte resurgimiento del catolicismo en la región. Estas tensiones llevaron a una ruptura de las relaciones entre el patriarcado de Moscú y la Santa Sede.
Desde el exilio de Slipyj en 1963 la archieparquía de Leópolis fue administrada por los locum tenens Vasyl Velyckovskyj hasta su exilio a Canadá en 1972 y luego por Volodymyr Sterniuk hasta 1991 cuando el cardenal Miroslav Iván Lubachivsky, exiliado primado de la Iglesia greco-católica ucraniana desde 1984, fue habilitado a salir de Roma y tomar residencia en Leópolis. El 16 de enero de 1991 los obispos clandestinos sobrevivientes fueron confirmados por el papa. En 1992 los obispos greco-católicos ucranianos de todo el mundo fueron convocados para un sínodo en la misma ciudad por primera vez en varias décadas, y ese mismo año los restos del cardenal Josyf Slipyj fueron trasladados desde Roma a Leópolis, donde fueron sepultados cerca del metropolita Andrés Sheptytsky. El sínodo tuvo lugar entre el 16 y el 31 de mayo de 1992 y decidió la creación de cuatro nuevas eparquías en Ucrania: Sámbir-Drohóbych, Ternópil, Zbóriv (las tres separadas de la archieparquía mayor de Leópolis) y Kolomyia-Chernivtsí (separada de Ivano-Frankivsk), las que fueron erigidas el 20 de abril de 1993. Los territorios del resto de Ucrania fueron erigidos en exarcado archiepiscopal de Kiev–Vyshhorod el 25 de noviembre de 1995.
Después del restablecimiento de esta Iglesia en Ucrania, el sínodo de obispos se reúne regularmente. El primer concilio general de los ucranianos greco-católicos se celebró en Leópolis en octubre de 1996. Debido a la mala salud del cardenal Lubaschivsky, Lubomyr Húsar fue nombrado administrador de la Iglesia greco-católica ucraniana. En agosto de 2000 un nuevo sínodo celebrado en Búchach decidió la creación de dos nuevas eparquías en Ucrania: Stryi y Sokal, mientras que reorganizó las eparquías de Ternópil y de Zbóriv en las nuevas eparquías de Ternópil-Zbóriv y Búchach. Desde 2000 el territorio propio de la Iglesia fue ampliado a toda Ucrania, salvando la situación de la eparquía de Mukáchevo. El 14 de diciembre de 2000 murió el cardenal Lubaschivsky y fue nombrado como su sucesor Lubomyr Húsar, quien fue después creado cardenal.
En junio de 2001 el papa Juan Pablo II realizó un viaje apostólico a Ucrania por invitación del presidente y los obispos greco-católicos y latinos. Los sitios principales de la visita fueron Kiev, la capital nacional, y Leópolis. En su visita a Ucrania, el 27 de junio de 2001 el papa celebró la beatificación de 27 mártires y 3 siervos de Dios y bendijo la nueva Universidad Católica de Ucrania.
En 2004 la sede del archieparca mayor fue trasladada de nuevo a Kiev por el papa Benedicto XVI. El 27 de marzo de 2011 Sviatoslav Shevchuk pasó a ser el nuevo primado.
La Iglesia greco-católica ucraniana se embarcó en una campaña de reformas litúrgicas de deslatinización que incluyen la supresión de las estaciones de la cruz, el rosario y la custodia u ostensorio de su liturgia y parroquias. Esto llevó en 2000 al sacerdote Vasyl Kovpak y a un pequeño grupo de seguidores opuestos a las reformas y al ecumenismo, a organizarse en la Sociedad Sacerdotal de San Josafat vinculada a la Sociedad de San Pío X. El 21 de noviembre de 2007 la Congregación para la Doctrina de la Fe excomulgó a Kovpak. En 2008 un grupo de sacerdotes anti-reformas del monasterio basiliano de Pidhirtsi declaró que cuatro de ellos habían sido consagrados obispos sin el permiso del papa o del archieparca mayor. Fueron excomulgados en 2008 y en 2009 se constituyeron como la Iglesia católica greco-ucraniana ortodoxa.
De acuerdo al Anuario Pontificio 2016 a fines de 2015 en las 33 jurisdicciones de la Iglesia greco-católica ucraniana había: 42 obispos, 3826 parroquias, 2973 sacerdotes seculares, 432 sacerdotes religiosos, 843 religiosos, 1371 religiosas, 126 diáconos permanentes y 731 seminaristas.

### Posición sobre la invasión de Rusia a Ucrania
Durante la invasión rusa de Ucrania de 2022, la UGCC ha promovido la soberanía e independencia de Ucrania. Abrió sus iglesias y catedrales para usarlas como refugios antiaéreos y almacenes. Ha utilizado sus organizaciones sociales, como Caritas Ucrania y Caritas-Spes, para proporcionar asistencia humanitaria. Varios altos prelados, incluido el Arzobispo Mayor Sviatoslav Shevchuk, denunciaron la invasión y utilizaron sus conexiones con la Iglesia Católica en general para reunir apoyo y proporcionar información sobre la situación en el terreno. A pesar de algunos momentos de tensión entre la dirección de la UGCC y Roma, especialmente por la inclusión de una mujer rusa junto a una ucraniana durante el Viacrucis del Viernes Santo de 2022 y las palabras del Papa sobre el asesinato de Darya Dugina, Shevchuk enfatizó en varias ocasiones el apoyo de Francisco a Ucrania durante la guerra.
Uno de los principales problemas ha sido el objetivo de la Iglesia por parte de las fuerzas rusas. Las iglesias han sido destruidas y los sacerdotes han tenido que evacuar objetos sagrados para protegerlos de los ataques. Además, las autoridades rusas de ocupación han prohibido la Iglesia Greco-Católica Ucraniana y otros ministerios católicos en las regiones ocupadas de Ucrania, como Zaporizhzhia. Esto incluye organizaciones como los Caballeros de Colón y Caritas. Los líderes eclesiásticos también han sido objetivo de intentos de asesinato. El Arzobispo Mayor Sviatoslav Shevchuk, jefe de la Iglesia Greco-Católica Ucraniana, ha tenido que moverse entre casas seguras para evitar amenazas. El conflicto en curso ha causado daños significativos y amenazas a la Iglesia Greco-Católica Ucraniana y sus miembros.
Los documentos históricos de la era soviética también han arrojado luz sobre la supresión de la Iglesia Greco-Católica Ucraniana. Estos documentos revelan la magnitud de los esfuerzos soviéticos por erradicar la influencia de la Iglesia en el oeste de Ucrania durante la década de 1940. El destino del Exarcado de Crimea de la Iglesia Greco-Católica Ucraniana tras la ocupación rusa de la península de Crimea ha sido particularmente desafiante. Las ramas locales de la Iglesia fueron etiquetadas como "agentes de influencia extranjera" y acusadas de difundir ideas sediciosas como el "nacionalismo ucraniano" y el "separatismo". Esto llevó a restricciones significativas y amenazas a las actividades de la Iglesia en la región.
Los militantes rusos y prorrusos en los territorios ocupados han llevado a cabo una persecución sistemática de confesiones no ortodoxas, a menudo bajo el amparo de la Iglesia Ortodoxa Rusa. Entre los incidentes reportados se encuentran casos de tortura a detenidos por individuos disfrazados de sacerdotes y el secuestro de líderes religiosos como Ihor Kozlovsky. Estas acciones reflejan una estrategia más amplia de utilizar la religión como justificación para la violencia y el control, vinculada a la promoción del "Mundo Ruso" por parte del Kremlin y el Patriarcado de Moscú. Halya Coynash ha criticado al Vaticano por no abordar estos abusos en su declaración conjunta de 2016 con el Patriarca Kirill.
La persecución se ha extendido a las comunidades católicas en Ucrania ocupada, donde las fuerzas rusas han intensificado su represión contra la Iglesia Greco-Católica Ucraniana (UGCC). Según el Instituto para la Libertad Religiosa, los militantes rusos han cerrado iglesias de la UGCC en la región de Donetsk, impidiendo el acceso a los fieles, y han confiscado propiedades eclesiásticas desde principios de 2024. El clero ha sido expulsado de los territorios ocupados, dejando a la UGCC sin sacerdotes en Donetsk, Luhansk, Jersón y Zaporiyia. Dos sacerdotes de la UGCC, los padres Ivan Levitsky y Bohdan Geleta, fueron detenidos en Berdyansk en noviembre de 2022 y permanecen en condiciones adversas bajo custodia rusa, enfrentando severos malos tratos, incluida la tortura.
En diciembre de 2022, las autoridades instaladas por el Kremlin en Zaporiyia prohibieron a la UGCC y a otros grupos católicos, acusándolos de actividades extremistas. Esta represión se alinea con un patrón más amplio de persecución religiosa por parte de las fuerzas rusas, que, según informes, han dañado o destruido al menos 660 estructuras religiosas desde 2022. El arzobispo Borys Gudziak destacó que las instituciones religiosas en Rusia solo funcionan si están alineadas con las políticas gubernamentales, una práctica que ahora se está aplicando en los territorios ucranianos ocupados.

### Reforma del calendario
En 1916, el obispo de Stanislav Hryhoriy (Khomyshyn) introdujo el calendario gregoriano después de la ocupación zarista sobre la mayor parte de Galicia. Sin embargo, más tarde, debido a la presión de los orientalistas y los partidarios de Moscú y de Andriy Sheptytsky, quien había regresado del cautiverio, se vio obligado a cancelar la reforma.
El arzobispo supremo Svyatoslav declaró en diciembre de 2020 que la Iglesia Greco-Católica Ucraniana trataría el tema de la transición al "nuevo estilo" "junto con nuestros hermanos ortodoxos". También señaló que este tema no es doctrinal, sino que busca sanar las divisiones eclesiásticas, no crear nuevas, y en su opinión, la transición a celebrar la Navidad según el "nuevo estilo", es decir, el 25 de diciembre, debe ocurrir por iniciativa de los laicos. El 3 de diciembre de 2022, el patriarca Svyatoslav mencionó que la Iglesia Greco-Católica Ucraniana tiene una amplia experiencia en la transición al calendario gregoriano, ya que la mayoría de las diócesis y parroquias en el extranjero ya celebran las festividades según el "nuevo estilo" desde hace mucho tiempo. Sin embargo, en Ucrania, la iglesia está estudiando actualmente las posibilidades de transición.
El 24 de diciembre de 2022, el arzobispo supremo Svyatoslav entregó una carta al Metropolita Epifaniy durante una audiencia, que exponía las opiniones de los jerarcas de la UGCC sobre la reforma del calendario. Los líderes de la iglesia decidieron crear un grupo de trabajo conjunto sobre las propuestas específicas para la reforma del calendario. El grupo conjunto fue iniciado para conmemorar el 1700.º aniversario del Primer Concilio Ecuménico, que tuvo lugar en Nicea en 325 d. C. Este concilio, entre otras cosas, estableció los principios del calendario de la vida eclesiástica.
El 1 y 2 de febrero de 2023, en Leópolis-Bryukhovychi, el Sínodo de la UGCC decidió que, a partir del 1 de septiembre de 2023, la Iglesia Greco-Católica Ucraniana en Ucrania adoptaría el nuevo estilo (calendario gregoriano) para las festividades fijas, manteniendo, sin embargo, el pascalion juliano. Así lo anunció el arzobispo supremo Svyatoslav el 6 de febrero de 2023. Tras la UGCC en Ucrania, la decisión de pasar al nuevo estilo fue tomada por la UGCC en Polonia el 6 de febrero, la UGCC en Australia y Oceanía el 22 de marzo, la UGCC en Alemania y Escandinavia el 22 de abril, la UGCC en el Reino Unido el 9 de junio, y la UGCC en América del Norte el 25 de diciembre de 2023.

## Gobierno
La organización eclesial de las Iglesias orientales católicas está regulada por el Código de los cánones de las Iglesias orientales, que fue promulgado por el papa Juan Pablo II el 18 de octubre de 1990 y entró en vigor el 1 de octubre de 1991. De acuerdo a este código la Iglesia greco-católica ucraniana es una Iglesia archiepiscopal mayor presidida por un obispo con el título de arzobispo mayor o archieparca mayor de Kiev-Galitzia (o Hálych) y toda la Rus (o Rutenia), metropolitano de Kiev, padre y cabeza de la Iglesia greco-católica ucraniana (canon 151). Tiene las mismas prerrogativas que una Iglesia patriarcal (canon 152), excepto que difiere en cuanto a que una vez elegido por el sínodo el candidato a arzobispo mayor, si acepta su elección, debe pedir al papa su confirmación (canon 153-2). Solo después de ser confirmada la elección por el papa el candidato podrá realizar la profesión de fe y promesa de fidelidad ante el sínodo, ser proclamado y entronizado, si es ya obispo, u ordenado antes de la entronización, si no lo es (canon 153-3). Si el papa deniega la confirmación, entonces otra elección debe ser realizada por el sínodo (canon 153-4).
La elección, restauración, modificación y supresión de la Iglesia arzobispal mayor es derecho exclusivo del papa (c. 57-1), quien es el único que puede modificar legítimamente el título de la sede concedida o reconocida por él a esa Iglesia (c. 57-2), y conserva en todo momento el ejercicio de la plena autoridad sobre toda la Iglesia católica (c. 43). El arzobispo mayor no puede transferir su sede a otra ciudad sin el consentimiento del sínodo archiepiscopal mayor y del papa (c. 57-3), quien define y modifica el territorio propio de una Iglesia archiepiscopal mayor (c. 146-2). El arzobispo mayor es un obispo que ejerce diversos poderes sobre todos los fieles de la Iglesia particular que él preside (c. 56), cuyo título es personal e indelegable (c. 78-1). Junto con el sínodo arzobispal mayor, ejerce plenamente su poder solo dentro de los límites del territorio propio de la Iglesia que preside (Ucrania menos la óblast de Zakarpatia) (c. 78-2), pero en lo relativo a las leyes litúrgicas de su propio rito, y en otras materias aprobadas por el papa, su poder es ejercido sobre los fieles y clérigos de su Iglesia en todo el mundo (c. 78-2)(c. 150-2).
Con el consentimiento del sínodo arzobispal mayor, y luego de consultar al papa, el arzobispo mayor puede dentro del territorio propio de su Iglesia, establecer provincias y eparquías, modificar sus límites, unirlas, dividirlas, suprimirlas, modificar su estatus jerárquico o transferir una sede eparquial (c. 85-1). Con el consentimiento del sínodo permanente puede erigir, modificar o suprimir exarcados archiepiscopales dentro del territorio propio de la Iglesia (c. 85-3). Con el consentimiento del sínodo arzobispal mayor puede nombrar obispos coadjutores y auxiliares (c. 85-2). En su propia eparquía, en monasterios exentos y en otros lugares del territorio propio de la Iglesia en donde ninguna eparquía ni exarcado archiepiscopal está establecido, el arzobispo mayor tiene los mismos derechos y obligaciones que un obispo eparquial (c. 101). Con el consentimiento del papa, el arzobispo mayor puede enviar visitadores fuera del territorio propio para informarse de la situación de los fieles de su Iglesia (c. 148).
El sínodo de obispos de la Iglesia arzobispal mayor está constituido por todos sus obispos válidos (c. 102-1), incluso los que tienen sede fuera de los límites propios de la Iglesia y los titulares, aunque su voto puede ser restringido (c. 102-2). El sínodo arzobispal mayor es convocado y presidido por el arzobispo mayor (c. 103) y tiene competencia legislativa exclusiva dentro de su Iglesia (c. 110-1), es el superior tribunal de ella (c. 110-2), elige al arzobispo mayor y a los obispos dentro de los límites propios de la Iglesia (c. 110-3), y propone al papa ternas de candidatos para los cargos de obispos eparquiales, coadjutores o auxiliares fuera del territorio propio (c. 149).
El arzobispo mayor tiene en su sede una curia arzobispal mayor, distinta de la de su propia eparquía, compuesta por el sínodo permanente, los obispos curiados, el tribunal ordinario de la Iglesia, (c. 114-1), el oficial financiero del arzobispado mayor, el canciller, la comisión litúrgica, y otras comisiones. Los miembros de la curia son nombrados por el archieparca mayor (c. 114-2). El sínodo permanente es presidido y convocado (c. 116-1) por el arzobispo mayor, al menos dos veces al año (c. 120), y se compone de 4 obispos designados por 5 años (c. 115-1), uno por el arzobispo mayor y los otros 3 por el sínodo arzobispal mayor (c. 115-2), además de 4 suplentes designados de la misma manera (c. 115-3). Un arzobispo mayor puede nombrar un procurador ante la Santa Sede con el asentimiento del papa (c. 61). El arzobispo mayor, con el consentimiento de uno de los sínodos, debe convocar a una asamblea arzobispal mayor al menos cada 5 años (c. 141), a la cual pueden ser convocados obispos, clérigos y laicos para exponer sobre lo que se les consulte (c. 143).
La supervisión sobre todas las Iglesias orientales católicas está a cargo de la Congregación para las Iglesias Orientales.

## Circunscripciones eclesiásticas

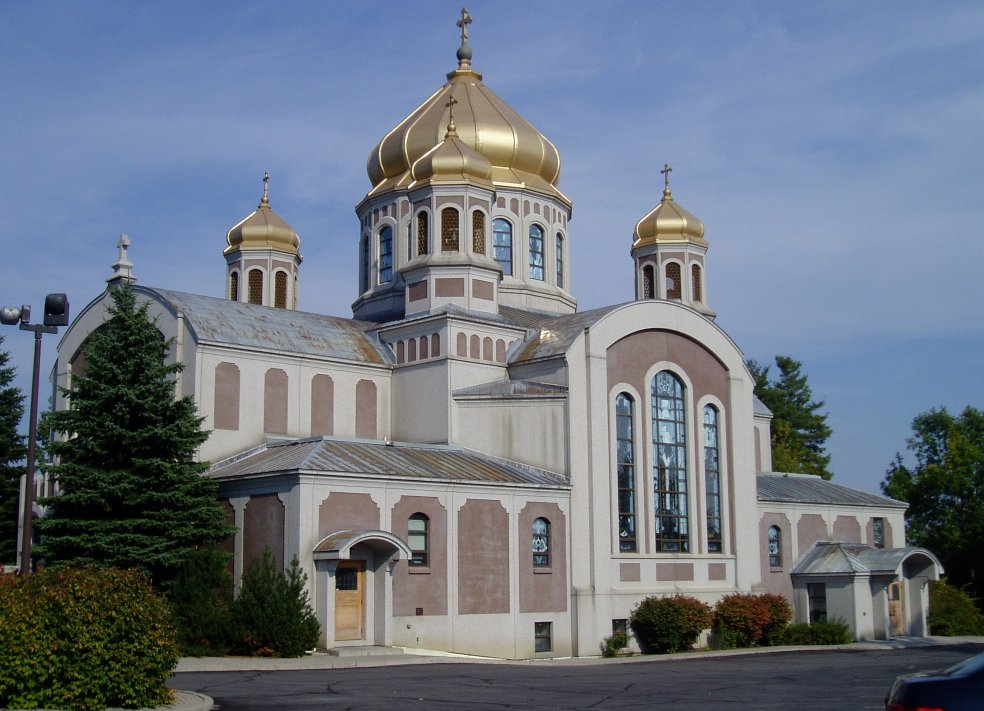
Iglesia greco-católica ucraniana de San Juan Bautista de Ottawa, Canadá

### En el territorio propio de Ucrania
De acuerdo al Anuario Pontificio 2018 dentro del territorio propio de la archieparquía mayor de Kiev-Galitzia a fines de 2017 existían las siguientes circunscripciones eclesiásticas greco-católicas ucranianas:
| Circunscripción                 | Tipo                                                                             | País/países                                                                  | Provincia eclesiástica                     | Ciudad sede     | Fieles bautizados (2017)              | Obispos | Parroquias | Sacerdotes seculares | Sacerdotes religiosos | Religiosos | Religiosas | Diáconos permanentes | Seminaristas |
| ------------------------------- | -------------------------------------------------------------------------------- | ---------------------------------------------------------------------------- | ------------------------------------------ | --------------- | ------------------------------------- | ------- | ---------- | -------------------- | --------------------- | ---------- | ---------- | -------------------- | ------------ |
| Ivano-Frankivsk (o Stanislaviv) | Archieparquía metropolitana                                                      | Ucrania                                                                      | Ivano-Frankivsk                            | Ivano-Frankivsk | 574 853                               | 2       | 391        | 365                  | 37                    | 63         | 132        | 0                    | 81           |
| Kiev                            | Archieparquía metropolitana y sede propia del archieparca mayor de Kiev-Galitzia | Ucrania                                                                      | Kiev                                       | Kiev            | 500 000                               | 2       | 86         | 69                   | 17                    | 25         | 37         | 10                   | 66           |
| Leópolis                        | Archieparquía metropolitana                                                      | Ucrania                                                                      | Leópolis                                   | Leópolis        | 812 523                               | 3       | 289        | 390                  | 99                    | 263        | 244        | 2                    | 106          |
| Ternópil-Zbóriv                 | Archieparquía metropolitana                                                      | Ucrania                                                                      | Ternópil-Zbóriv                            | Ternópil        | 385 500                               | 2       | 263        | 274                  | 22                    | 48         | 65         | 1                    | 153          |
| Búchach                         | Eparquía sufragánea                                                              | Ucrania                                                                      | Ternópil-Zbóriv                            | Chortkov        | 220 800                               | 2       | 325        | 220                  | 12                    | 19         | 12         | 0                    | 62           |
| Chernivtsí                      | Eparquía sufragánea (dividida de Kolomyia en 2017)                               | Ucrania                                                                      | Ivano-Frankivsk                            | Chernivtsí      | 237 700 (incl. los datos de Kolomyia) | 1       | 282        | 216                  | 0                     | 5          | 35         | 8                    | 33           |
| Kamianets-Podilskyi             | Eparquía sufragánea                                                              | Ucrania                                                                      | Ternópil-Zbóriv                            | Jmelnitski      | 20 000                                | 0       | 75         | 29                   | 4                     | 6          | 8          | 0                    | 4            |
| Kolomyia                        | Eparquía sufragánea (dividida de Chernivtsí en 2017)                             | Ucrania                                                                      | Ivano-Frankivsk                            | Kolomyia        | (datos incluidos en Chernivtsí)       | 1       | -          | -                    | -                     | -          | -          | -                    | -            |
| Sámbir-Drohóbych                | Eparquía sufragánea                                                              | Ucrania                                                                      | Leópolis                                   | Drogóbich       | 358 970                               | 1       | 277        | 287                  | 11                    | 11         | 29         | 2                    | 119          |
| Sokal-Zhovkva                   | Eparquía sufragánea                                                              | Ucrania                                                                      | Leópolis                                   | Sokal           | 317 919                               | 1       | 364        | 236                  | 30                    | 64         | 18         | 0                    | 76           |
| Stryi                           | Eparquía sufragánea                                                              | Ucrania                                                                      | Leópolis                                   | Stryi           | 302 594                               | 1       | 359        | 259                  | 3                     | 6          | 21         | 0                    | 65           |
| Crimea                          | Exarcado archiepiscopal                                                          | Ucrania (anexada por Rusia)                                                  | Inmediatamente sujeta al archieparca mayor | Simferópol      | 2500                                  | 0       | 4          | 1                    | 3                     | 3          | 1          | 0                    | 1            |
| Donetsk                         | Exarcado archiepiscopal                                                          | Ucrania (en parte ocupada por las repúblicas populares de Donetsk y Lugansk) | Inmediatamente sujeta al archieparca mayor | Donetsk         | 12 000                                | 1       | 63         | 36                   | 5                     | 6          | 7          | 0                    | 9            |
| Járkov                          | Exarcado archiepiscopal                                                          | Ucrania                                                                      | Inmediatamente sujeta al archieparca mayor | Járkov          | 6500                                  | 1       | 19         | 12                   | 2                     | 3          | 5          | 0                    | 2            |
| Lutsk                           | Exarcado archiepiscopal                                                          | Ucrania                                                                      | Inmediatamente sujeta al archieparca mayor | Lutsk           | 3525                                  | 1       | 27         | 18                   | 12                    | 17         | 4          | 1                    | 3            |
| Odesa                           | Exarcado archiepiscopal                                                          | Ucrania                                                                      | Inmediatamente sujeta al archieparca mayor | Odesa           | 100 000                               | 1       | 74         | 39                   | 5                     | 5          | 7          | 0                    | 7            |
| Total                           | -                                                                                | -                                                                            | -                                          | -               | 3 855 384                             | 20      | 2898       | 2451                 | 262                   | 544        | 625        | 24                   | 787          |

En la archieparquía mayor de Kiev-Galitzia y toda la Rus (Kioviensis–Haliciensis Ucrainorum):
- Archieparquía de Kiev (Kioviensis Ucrainorum), sede del primado de la Iglesia greco-católica ucraniana. Comprende la ciudad de Kiev y las óblasts de Vínnitsa, Zhitómir, Cherkasy, Kiev y Chernígov. Se divide en 81 parroquias y fue establecida en Kiev el 6 de diciembre de 2004. Sede en la catedral patriarcal de la Resurrección de Cristo en la ciudad de Kiev.

Bajo directa dependencia del primado en áreas en donde no han sido establecidas eparquías se hallan los exarcados archiepiscopales de:
- Exarcado archiepiscopal de Crimea. Comprende la ciudad de Sebastopol y la República Autónoma de Crimea, que fueron anexadas por Rusia en 2014. Se divide en 11 parroquias y fue establecido el 13 de febrero de 2014. Sede en la catedral de la ciudad de Simferópol.
- Exarcado archiepiscopal de Donetsk. Comprende las óblasts de Zaporiyia, Donetsk, Lugansk y Dnipropetrovsk. Se divide en 63 parroquias y fue establecido el 11 de enero de 2002 como Donetsk-Járkov y renombrado y reducido el 2 de abril de 2014. Sede en la catedral de la Virgen de la Misericordia en la ciudad de Donetsk. Desde 2014 parte de su territorio está bajo control de las autoproclamadas República Popular de Donetsk y República Popular de Lugansk.
- Exarcado archiepiscopal de Járkov. Comprende las óblasts de Sumy, Poltava y Járkov. Se divide en 18 parroquias y fue establecido el 2 de abril de 2014. Su catedral en la ciudad de Járkov es la de San Nicolás.
- Exarcado archiepiscopal de Odesa. Comprende las óblasts de Odesa, Mykolaiv, Jersón y Kirovogrado. Se divide en 70 parroquias y fue establecido el 28 de julio de 2003 como Odesa-Crimea y renombrado y reducido el 13 de febrero de 2014. Sede en la catedral de San Andrés en la ciudad de Odesa.
- Exarcado archiepiscopal de Lutsk. Comprende las óblasts de Volinia y Rivne. Se divide en 28 parroquias y fue establecido el 15 de enero de 2008. Sede en la catedral de la Natividad de Theotokos en la ciudad de Lutsk.

- Archieparquía metropolitana de Ivano-Frankivsk (Stanislaopolitanus). Comprende en la óblast de Ivano-Frankivsk los raiones de Rohatyn, Hálych, Tysmenytsia, Kalush, Dolyna, Rozhniativ y Bohorodchany y las ciudades de Boléjiv, Ivano-Frankivsk, Kálush y Burshtýn. Se divide en 391 parroquias y fue establecida como eparquía el 26 de marzo de 1885 y elevada a archieparquía metropolitana el 13 de diciembre de 2011. Sede en la catedral de la Resurrección de Nuestro Salvador en la ciudad de Ivano-Frankivsk.

Tiene como sufragáneas a:
- Eparquía de Kolomyia (Kolomyiensis). Comprende en la óblast de Ivano-Frankivsk los raiones de Tlumach, Horodenka, Sniatyn, Kolomyia, Kosiv, Verkhovyna y Nadvirna y las ciudades de Kolomyia y Yaremche. La eparquía de Kolomyia-Chernivtsí comprendía 282 parroquias y fue establecida el 20 de abril de 1993. La eparquía fue dividida el 12 de septiembre de 2017. Sede en la catedral de San Miguel Arcángel en la ciudad de Kolomyia.

- Eparquía de Chernivtsí (Chernivcensis). Comprende la óblast de Chernivtsí. Fue creada por división de la eparquía de Kolomyia-Chernivtsí el 12 de septiembre de 2017. Su sede es la catedral de la Asunción de la Santísima Virgen María en la ciudad de Chernivtsí.

- Archieparquía metropolitana de Leópolis (Leopolitanus Ucrainorum). Comprende en la óblast de Leópolis los raiones de Zolochiv, Pustomyty y Yavoriv y la ciudad de Leópolis. Se divide en 287 parroquias y fue establecida como archieparquía el 6 de diciembre de 2004 y elevada a archieparquía metropolitana el 29 de noviembre de 2011. Sede en la catedral de San Jorge en la ciudad de Leópolis.

Tiene como sufragáneas a:
- Eparquía de Sámbir-Drohóbych (Samboriensis–Drohobychiensis). Comprende en la óblast de Leópolis los raiones de Drogobich, Mostyska, Sámbir, Skole, Turka y Staryi Sámbir y las ciudades de Boryslav, Drogóbich, Sámbir y Truskavets. Se divide en 227 parroquias y fue establecida el 20 de abril de 1993. Sede en la catedral de la Santa Trinidad en la ciudad de Drogóbich.
- Eparquía de Sokal-Zhovkva (Socaliensis–Zhovkiensis). Comprende en la óblast de Leópolis los raiones de Sokal, Radekhiv, Zhovkva, Kamianka-Buzka, Brody y Busk y la ciudad de Chervonohrad. Se divide en 364 parroquias y fue establecida el 21 de julio de 2000 como Sokal y renombrada a Sokal-Zhovkva el 20 de septiembre de 2006. Sede en la catedral de los Santos Ana, Pedro y Pablo en la ciudad de Sokal.
- Eparquía de Stryi (Striensis). Comprende en la óblast de Leópolis los raiones de Stryi, Horodok, Zhydachiv, Myjolaiv y Peremyshliany y las ciudades de Stryi, Morshyn y Novyi Rozdil. Se divide en 359 parroquias y fue establecida el 21 de julio de 2000. Sede en la catedral de la Asunción de la Virgen en la ciudad de Stryi.

- Archieparquía metropolitana de Ternópil-Zbóriv (Ternopoliensis–Zborovensis). Comprende en la óblast de Ternópil los raiones de Berezhanskyi, Kozova, Kremenets, Lanivtsi, Pidvolochysk, Shumsk, Terebovlya, Ternópil, Zbarazh y Zbóriv y las ciudades de Ternópil, Berezhany y Kremenets.[56] Se divide en 351 parroquias y fue establecida el 20 de abril de 1993 como eparquía de Ternópil, renombrada a Ternópil-Zbóriv el 21 de julio de 2000 y elevada a archieparquía metropolitana el 22 de diciembre de 2011. Sede en la catedral de la Inmaculada Concepción de la Madre de Dios en la ciudad de Ternópil.

Tiene como sufragáneas a:
- Eparquía de Búchach (Bucacensis). Comprende en la óblast de Ternópil los raiones de Borshchivskyi, Zalischyky, Monastyryska, Chortkov, Husiatyn, Búchach y Pidhaietskyi y la ciudad de Chortkov. Se divide en 325 parroquias y fue establecida el 21 de julio de 2000. Sede en la catedral de los Santos Pedro y Pablo en la ciudad de Chortkov.
- Eparquía de Kamianets-Podilskyi (Camenecensis Ucrainorum). Comprende la óblast de Jmelnitski. Se divide en 75 parroquias y fue establecida como eparquía titular adjunta al primado el 6 de diciembre de 2004 y restablecida como eparquía el 11 de diciembre de 2015. Sede en la catedral de Natividad de la Virgen María en la ciudad Jmelnitski.

### Fuera del territorio propio
De acuerdo al Anuario Pontificio 2018 fuera del territorio propio de la archieparquía mayor de Kiev-Galitzia a fines de 2017 existían las siguientes circunscripciones eclesiásticas greco-católicas ucranianas:
| Circunscripción                                                                      | Tipo                        | País/países                                      | Provincia eclesiástica                | Ciudad sede     | Fieles bautizados (2017)   | Obispos | Parroquias | Sacerdotes seculares | Sacerdotes religiosos | Religiosos | Religiosas | Diáconos permanentes | Seminaristas |
| ------------------------------------------------------------------------------------ | --------------------------- | ------------------------------------------------ | ------------------------------------- | --------------- | -------------------------- | ------- | ---------- | -------------------- | --------------------- | ---------- | ---------- | -------------------- | ------------ |
| Filadelfia                                                                           | Archieparquía metropolitana | Estados Unidos                                   | Filadelfia                            | Filadelfia      | 13 051                     | 2       | 64         | 55                   | 3                     | 3          | 44         | 7                    | 4            |
| Przemyśl-Varsovia                                                                    | Archieparquía metropolitana | Polonia                                          | Przemyśl-Varsovia                     | Przemyśl        | 30 000                     | 2       | 72         | 36                   | 11                    | 14         | 77         | 4                    | 7            |
| San Juan Bautista en Curitiba                                                        | Archieparquía metropolitana | Brasil                                           | San Juan Bautista en Curitiba         | Curitiba        | 86 400                     | 1       | 26         | 21                   | 26                    | 39         | 170        | 2                    | 6            |
| Winnipeg                                                                             | Archieparquía metropolitana | Canadá                                           | Winnipeg                              | Winnipeg        | 4614                       | 1       | 101        | 26                   | 10                    | 12         | 24         | 9                    | 1            |
| Breslavia-Koszalin (o Wrocław-Koszalin) (se llamó Breslavia-Gdańsk hasta 2020)       | Eparquía sufragánea         | Polonia                                          | Przemyśl-Varsovia                     | Breslavia       | 25 000                     | 1       | 56         | 32                   | 1                     | 1          | 9          | 0                    | 2            |
| Olsztyn-Gdańsk (creada en 2020 con parte de Breslavia-Gdańsk y de Przemyśl-Varsovia) | Eparquía sufragánea         | Polonia                                          | Przemyśl-Varsovia                     | Olsztyn         |                            |         |            |                      |                       |            |            |                      |              |
| Edmonton                                                                             | Eparquía sufragánea         | Canadá                                           | Winnipeg                              | Edmonton        | 5486                       | 1       | 84         | 30                   | 9                     | 18         | 16         | 4                    | 3            |
| Inmaculada Concepción en Prudentópolis                                               | Eparquía sufragánea         | Brasil                                           | San Juan Bautista en Curitiba         | Prudentópolis   | 86 400                     | 1       | 124        | 5                    | 33                    | 33         | 198        | 0                    | 0            |
| New Westminster                                                                      | Eparquía sufragánea         | Canadá                                           | Winnipeg                              | New Westminster | 7500                       | 2       | 14         | 14                   | 3                     | 3          | 2          | 1                    | 1            |
| Sagrada Familia de Londres                                                           | Eparquía                    | Reino Unido                                      | Inmediatamente sujeta a la Santa Sede | Londres         | 12 500                     | 1       | 16         | 14                   | 3                     | 3          | 3          | 0                    | 2            |
| San Josafat en Parma                                                                 | Eparquía sufragánea         | Estados Unidos                                   | Filadelfia                            | Parma           | 10 685                     | 2       | 42         | 45                   | 0                     | 2          | 2          | 17                   | 1            |
| San Nicolás de Chicago                                                               | Eparquía sufragánea         | Estados Unidos                                   | Filadelfia                            | Chicago         | 10 500                     | 0       | 47         | 486                  | 12                    | 18         | 5          | 11                   | 3            |
| Santa María del Patrocinio en Buenos Aires                                           | Eparquía sufragánea         | Argentina                                        | Buenos Aires                          | Buenos Aires    | 169 600                    | 3       | 18         | 13                   | 7                     | 9          | 87         | 0                    | 5            |
| Santos Pedro y Pablo de Melbourne                                                    | Eparquía sufragánea         | Australia                                        | Melbourne                             | Melbourne       | 34 117                     | 1       | 16         | 23                   | 1                     | 1          | 13         | 6                    | 0            |
| San Vladimiro el Grande de París                                                     | Eparquía                    | Francia                                          | Inmediatamente sujeta a la Santa Sede | París           | 25 705                     | 1       | 16         | 18                   | 3                     | 3          | 4          | 2                    | 2            |
| Saskatoon                                                                            | Eparquía sufragánea         | Canadá                                           | Winnipeg                              | Saskatoon       | 6266                       | 2       | 71         | 17                   | 10                    | 10         | 15         | 4                    | 3            |
| Stamford                                                                             | Eparquía sufragánea         | Estados Unidos                                   | Filadelfia                            | Stamford        | 14 780                     | 2       | 51         | 56                   | 11                    | 19         | 42         | 9                    | 3            |
| Toronto                                                                              | Eparquía sufragánea         | Canadá                                           | Winnipeg                              | Toronto         | 24 200                     | 1       | 63         | 80                   | 5                     | 5          | 18         | 19                   | 2            |
| Alemania y Escandinavia                                                              | Exarcado apostólico         | Alemania, Dinamarca, Noruega, Suecia y Finlandia | Inmediatamente sujeta a la Santa Sede | Múnich          | 49 500                     | 1       | 14         | 27                   | 0                     | 8          | 0          | 1                    | 2            |
| Italia                                                                               | Exarcado apostólico         | Italia                                           | Inmediatamente sujeta a la Santa Sede | Roma            | Sin datos (creado en 2019) | 0       | -          | -                    | -                     | -          | -          | -                    | -            |
| Total                                                                                | -                           | -                                                | -                                     | -               | 616 304                    | 25      | 896        | 998                  | 148                   | 201        | 729        | 96                   | 47           |

- Archieparquía metropolitana de San Juan Bautista en Curitiba (Sancti Ioannis Baptistae Curitibensis Ucrainorum) Comprende en Brasil los estados de Río Grande del Sur, Santa Catarina, São Paulo, Río de Janeiro, Espírito Santo, Minas Gerais, Goiás, Bahía, Tocantins, Sergipe, Alagoas, Pernambuco, Paraíba, Río Grande del Norte, Ceará, Piauí, Maranhão, la parte este de Paraná y el Distrito Federal. Se divide en 26 parroquias y fue establecida como exarcado apostólico ucraniano de Brasil el 30 de mayo de 1962, elevada a eparquía el 29 de noviembre de 1961 y a archieparquía metropolitana el 12 de mayo de 2014, cuando fue dividida.[59] Sede en la catedral ucraniana San Juan Bautista en la ciudad de Curitiba.[60]

Tiene como sufragánea a:
- Eparquía de la Inmaculada Concepción en Prudentópolis (Immaculatae Conceptionis Prudentopolitanus Ucrainorum). Comprende en Brasil los estados de Acre, Mato Grosso, Mato Grosso del Sur, Rondonia, Roraima, Pará, Amapá, Amazonas y la parte oeste de Paraná. Se divide en 124 parroquias y fue establecida el 12 de mayo de 2014. Sede en la catedral ucraniana Nuestra Señora de la Inmaculada Concepción en la ciudad de Prudentópolis.

- Archieparquía metropolitana de Filadelfia (Philadelphiensis Ucrainorum). Comprende en Estados Unidos los estados de Virginia, Nueva Jersey, Maryland, Delaware, el este de Pensilvania y el Distrito de Columbia. Se divide en 67 parroquias y fue establecida como ordinariato de Estados Unidos el 28 de mayo de 1913, elevada a exarcado apostólico el 8 de mayo de 1924 y elevada a archieparquía metropolitana el 10 de julio de 1958. Sede en la Catedral de la Inmaculada Concepción en la ciudad de Filadelfia.

Tiene como sufragáneas a:
- Eparquía de San Josafat en Parma (Sancti Iosaphat Parmensis). Comprende en Estados Unidos los estados de Florida, Georgia, Tennessee, Carolina del Norte, Virginia Occidental, Carolina del Sur, Ohio, Alabama, Misisipi, Kentucky y el oeste de Pensilvania. Se divide en 42 parroquias y fue establecida el 5 de diciembre de 1983. Sede en la catedral ucraniana de San Josafat en la ciudad de Parma.
- Eparquía de San Nicolás de Chicago (Sancti Nicolai Chicagiensis Ucrainorum). Comprende en Estados Unidos los estados de Arizona, California, Colorado, Illinois, Indiana, Kansas, Míchigan, Minnesota, Misuri, Nebraska, Dakota del Norte, Oregón, Texas, Utah, Washington, Wisconsin, Nevada, Alaska, Hawái, Idaho, Iowa, Montana, Wyoming, Nuevo México, Oklahoma, Dakota del Sur, Arkansas y Luisiana. Se divide en 47 parroquias y fue establecida el 14 de julio de 1961. Sede en la catedral ucraniana de San Nicolás en la ciudad de Chicago.
- Eparquía de Stamford (Stanfordensis Ucrainorum). Comprende en Estados Unidos los estados de Vermont, Maine, Connecticut, Rhode Island, Massachusetts, Nuevo Hampshire y Nueva York. Se divide en 54 parroquias y fue establecida como exarcado apostólico el 20 de julio de 1956 y elevada a eparquía el 10 de julio de 1958. Sede en la catedral de San Vladimiro en la ciudad de Stamford.

- Archieparquía metropolitana de Przemyśl-Varsovia (Premisliensis–Varsaviensis ritus byzantini ucraini). Comprende en Polonia los territorios ubicados al este del río Vístula. Se divide en 69 parroquias y fue establecida como eparquía de Przemyśl en 1087 y elevada a archieparquía metropolitana y renombrada el 24 de mayo de 1996. Sede en la catedral de San Juan Bautista en la ciudad de Przemyśl.

Tiene como sufragáneas a:
- Eparquía de Breslavia-Koszalin (Vratislaviensis–Coslinensis). Se llamó Breslavia-Gdańsk hasta 2020. Comprende en Polonia territorios ubicados al oeste del río Vístula. Se dividía en 55 parroquias antes de su partición en 2020 y fue establecida el 1 de junio de 1996. Sede en la catedral de San Vicente y Santiago en la ciudad de Breslavia.

- Eparquía de Olsztyn-Gdańsk (Allensteniensis-Gedanensis). Comprende en Polonia territorios ubicados al oeste del río Vístula. Se divide en 41 parroquias y fue establecida el 25 de noviembre de 2020. Sede en la catedral del Patrocinio de la Santísima Madre de Dios en la ciudad de Olsztyn y en la concatedral de San Bartolomé y Protección de la Santísima Madre de Dios de la ciudad de Gdańsk

- Archieparquía metropolitana de Winnipeg (Vinnipegensis Ucrainorum). Comprende en Canadá la provincia de Manitoba y la parte del Nunavut situada al norte de ella. Se divide en 124 parroquias y fue establecida como exarcado apostólico de Canadá el 15 de junio de 1912, renombrado a Central Canadá el 19 de enero de 1948, de nuevo renombrado a Manitoba el 10 de marzo de 1951 y elevada a archieparquía metropolitana y renombrada el 3 de noviembre de 1956. Sede en la catedral de los Santos Vladímir y Olga en la ciudad de Winnipeg.

Tiene como sufragáneas a:
- Eparquía de Edmonton (Edmontonensis Ucrainorum). Comprende en Canadá la provincia de Alberta y los Territorios del Noroeste y Nunavut situados al norte de ella. Se divide en 84 parroquias y fue establecida como exarcado apostólico de Canadá Occidental el 19 de enero de 1948, renombrado a Edmonton el 10 de marzo de 1951 y elevada a eparquía el 3 de noviembre de 1956. Sede en la catedral de San Josafat en la ciudad de Edmonton.
- Eparquía de New Westminster (Neo-Vestmonasteriensis Ucrainorum). Comprende en Canadá la provincia de Columbia Británica el territorio del Yukón y la parte de los Territorios del Noroeste situados al norte de Columbia Británica. Se divide en 14 parroquias y fue establecida el 27 de junio de 1974. Sede en la catedral de la Santa Eucaristía en la ciudad de New Westminster.
- Eparquía de Saskatoon (Saskatoonensis Ucrainorum). Comprende en Canadá la provincia de Saskatchewan y los Territorios del Noroeste y Nunavut situados al norte de ella. Se divide en 71 parroquias y fue establecida como exarcado apostólico el 10 de marzo de 1951. Sede en la catedral de San Jorge en la ciudad de Saskatoon.
- Eparquía de Toronto (Torontinus Ucrainorum). Comprende en Canadá las provincias de Ontario, Quebec, Isla del Príncipe Eduardo, Nueva Escocia, Nuevo Brunswick y Terranova y Labrador. Se divide en 63 parroquias y fue establecida como exarcado apostólico de Canadá Oriental el 19 de enero de 1948, renombrado a Toronto el 10 de marzo de 1951 y elevada a eparquía el 3 de noviembre de 1956. Sede en la catedral de San Josafat en la ciudad de Toronto.

- Eparquías sui iuris:

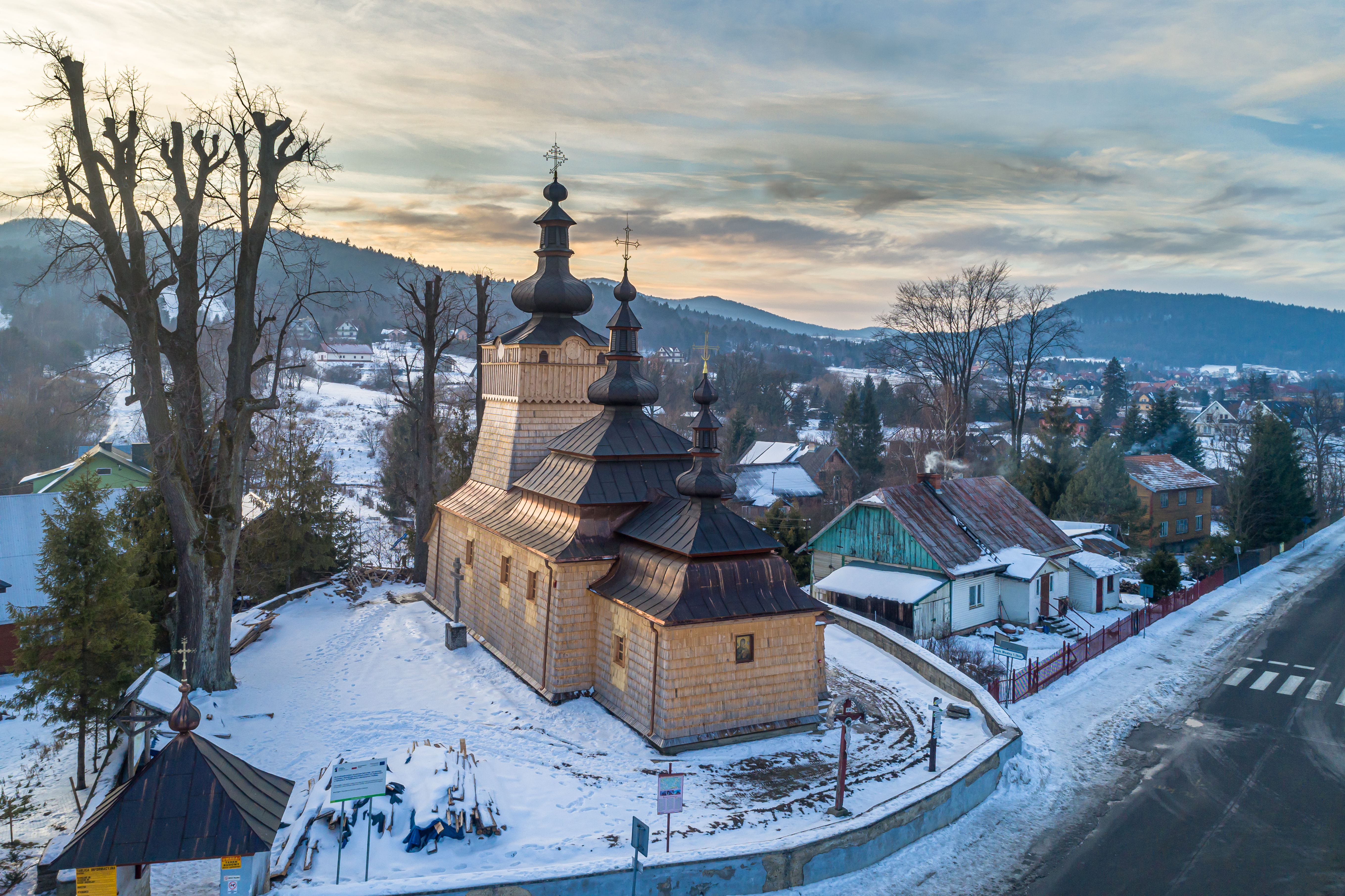
Iglesia de madera de Wysowa (Beskid Niski, Polonia). Anteriormente perteneciente a la Iglesia greco-católica ucraniana, actualmente bajo la Iglesia ortodoxa.

- Eparquía de los Santos Pedro y Pablo de Melbourne (Sanctorum Petri et Pauli Melburnensis Ucrainorum). Comprende Australia, Nueva Zelanda y toda Oceanía. Se divide en 11 parroquias y fue establecida como exarcado apostólico de Australia el 10 de mayo de 1958. Sede en la catedral de San Pedro y San Pablo en la ciudad de Melbourne. Es sufragánea de la arquidiócesis metropolitana de Melbourne.
- Eparquía de Santa María del Patrocinio en Buenos Aires (Sanctae Mariae a Patrocinio Bonaënsis). Comprende Argentina. Se divide en 19 parroquias y fue establecida como exarcado apostólico de Argentina el 9 de febrero de 1968 y elevada a eparquía el 24 de abril de 1978. Sede en la catedral Nuestra Señora del Patrocinio en la ciudad de Buenos Aires. Es sufragánea de la arquidiócesis metropolitana de Buenos Aires.
- Eparquía de la Sagrada Familia de Londres (Sanctae Familiae Londiniensis). Comprende en el Reino Unido los países de Inglaterra, Gales y Escocia. Se divide en 17 parroquias y fue establecida como exarcado apostólico de Inglaterra y Gales el 10 de junio de 1957, renombrada a Gran Bretaña el 8 de marzo de 1967 y elevada a eparquía y renombrada el 18 de enero de 2013. Sede en la catedral de la Sagrada Familia en la ciudad de Londres.
- Eparquía de San Vladimiro el Grande de París (Sancti Vladimiri Magni in urbe Parisiensi pro Ucrainis ritus Byzantini). Comprende Francia, pero el eparca es además delegado apostólico en Bélgica, Luxemburgo, Países Bajos y Suiza. Se divide en 16 parroquias y fue establecida como exarcado apostólico de Francia el 22 de julio de 1960 y elevada a eparquía y renombrada el 19 de enero de 2013. Sede en la catedral de San Vladimiro en la ciudad de París.

- Exarcados apostólicos:

- Exarcado apostólico de Alemania y Escandinavia (Germaniae et Scandiae). Comprende Alemania, Finlandia, Suecia, Noruega y Dinamarca. Se divide en 14 parroquias y fue establecido el 17 de abril de 1959. Sede en la catedral de la Intercesión de la Madre de Dios y de San Andrés en la ciudad de Múnich.

- Exarcado apostólico de Italia (Italiae). Comprende Italia y fue creado el 11 de julio de 2019 por el papa Francisco. Cuenta con cerca de 70 000 fieles, agrupados en 145 comunidades asistidas por 62 sacerdotes. Su catedral es la iglesia de los santos Sergio y Baco en Roma. El administrador apostólico sede vacante del exarcado es el cardenal Angelo De Donatis, vicario general de la diócesis de Roma. Cuenta con 7 parroquias personales en: Avellino, Bolonia, Caserta, Livorno, Roma, Pavía y Florencia.

- Parroquias y comunidades dispersas:

- El 9 de julio de 2016 el papa Francisco creó el ordinariato para los fieles de rito oriental en España dentro de cuya jurisdicción quedaron las parroquias, comunidades y fieles greco-católicos ucranianos de España y de Andorra. En España existen parroquias y capellanías en las diócesis de Barcelona, Cartagena, Huelva, Lérida, Madrid, Orihuela-Alicante, Valencia y Vich.

- El 14 de enero de 2013 el papa designó un visitador apostólico para los fieles greco-católicos ucranianos de Uruguay, Paraguay, Chile y Venezuela. En la ciudad de Encarnación en la diócesis de Encarnación en Paraguay existe la parroquia ucraniana de la Presentación de la Virgen María en el Templo.

- En Kazajistán y Asia Central existe desde el 1 de junio de 2019 una administración apostólica para los fieles católicos de rito bizantino en Kazajistán y Asia Central del cual dependen los greco-católicos ucranianos y algunos rusos. Hay parroquias greco-católicas ucranianas en Astaná, Pavlodar, Shiderty, Karagandá y en Satpayev y comunidades en Berezovka y Shakhty.

- En Estonia existe la parroquia de la Madre de Dios de las Tres Manos en la ciudad de Tallin y una comunidad en Pilva dependientes de la diócesis de Tallin.

- En Letonia existe la parroquia de la Transfiguración de Nuestro Señor Jesucristo en Riga dependiente de la arquidiócesis de Riga y en la diócesis de Rēzekne-Aglona parroquias en las ciudades de Daugavpils, Rēzekne y Ludza.

- En Moldavia los greco-católicos ucranianos integran la parroquia greco-católica de los Theotokos de Chisináu dentro de la diócesis de Chisináu.

- En Lituania los greco-católicos ucranianos integran la parroquia de la Santísima Trinidad y Puerta Basiliana para los católicos de rito oriental en Vilna en la arquidiócesis de Vilna.

- En Austria los greco-católicos ucranianos forman parte del ordinariato para los fieles de rito bizantino de Austria y cuentan con la parroquia de Santa Bárbara en Viena y comunidades en Salzburgo, Graz, Linz, Innsbruck y Klagenfurt.

- En Croacia, Serbia, Kosovo, Eslovenia y Bosnia y Herzegovina los greco-católicos ucranianos están integrados en la Iglesia bizantina católica de Croacia y Serbia.

- En la República Checa y en la eparquía de Mukáchevo en Ucrania los greco-católicos ucranianos están integrados en la Iglesia católica bizantina rutena.

- En Rumania existe bajo la jurisdicción de la eparquía de Maramureș de la Iglesia greco-católica rumana el vicariato greco-católico ucraniano de Rumania (Vicariatul Greco-Catolic Ucrainean din România o Vicariatul General Special al Rutenilor) para fieles ucranianos y rutenos y tiene un vicario general con sede en Rădăuți con dos decanatos: Protopopiatul Bucovinei en Bucovina rumana con sede en Cacica, y Protopopiatul Maramorsk en la Rutenia subcarpática rumana con sede en Sighetu Marmației. El vicariato tiene 13 parroquias y 7 pequeñas comunidades y usa el eslavo eclesiástico en la liturgia. La parroquia Cidreag de Satu Mare es de lengua húngara.

- En Rusia los católicos de rito bizantino (rusos, bielorrusos y ucranianos) están bajo la jurisdicción del ordinario para los fieles de rito bizantino residentes en Rusia, existiendo parroquias greco-católicas ucranianas en Kopeisk, Megion, Novokuznetsk, Omsk, Surgut, Langepas, Nizhnevártovsk, Novosibirsk, Prokopyevsk, Tomsk y Raduzhny. En Bielorrusia integran la parroquias de la Iglesia greco-católica bielorrusa dependientes del visitador apostólico de Bielorrusia.

- En Eslovaquia, Hungría, Bulgaria y Grecia integran las jurisdicciones de las Iglesias católicas bizantinas locales.

## Institutos de vida consagrada
- Hermanas de la Orden de San Basilio Magno
- Orden basiliana de San Josafat
- Monjes ucranianos estuditas

## Primados

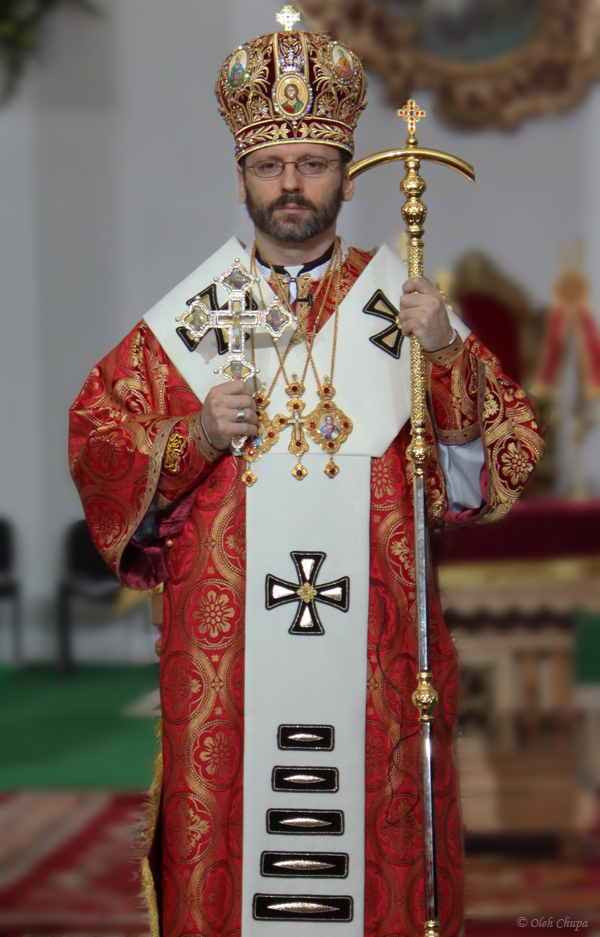
Sviatoslav Shevchuk, primado de la Iglesia greco-católica ucraniana elegido el 23 de marzo de 2011.

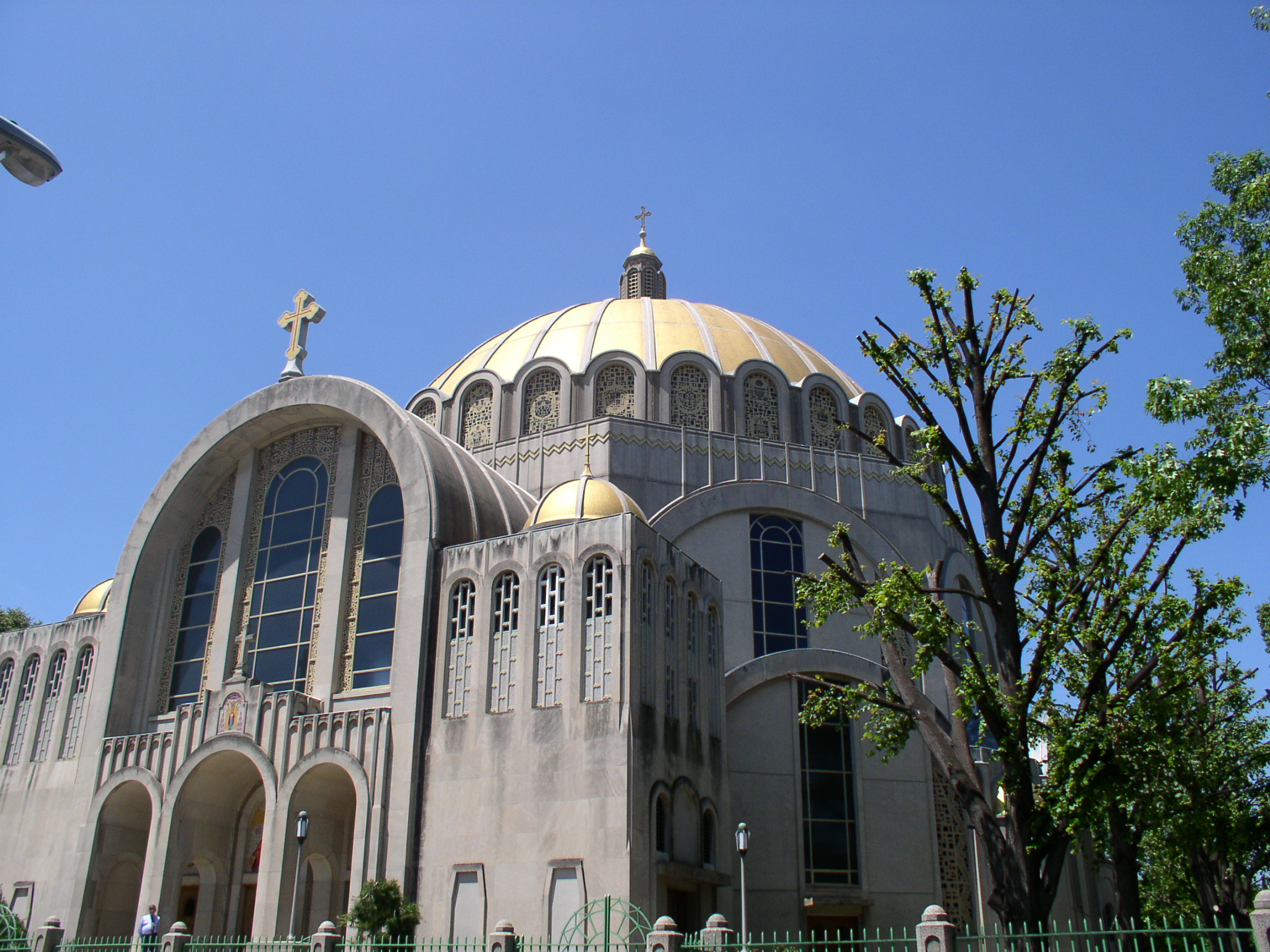
Catedral de rito greco-católico ucraniano de la Inmaculada Concepción, Filadelfia, Estados Unidos.

Metropolitanos de Kiev (1596-1838)
- Mykhajlo Rohoza (1596-1599)
- Ipatii Potii (1600-1613)
- Josyf Veliamyn Rutsky (1613-1637)
- Rafajil Korsak (1637-1640)
- Antin Sielava (1641-1655)
- Havryil Kolenda (1666-1674)
- Kyprian Zochovskyj (1674-1693)
- Lev Szlubic-Zalenskyj (1694-1708)
- Yurij Vynnyckyj (1708-1713)
- Lev Luka Kiszka (1714-1729)
- Atanasy Sheptycky (1729-1746)
- Florian Hrebnicky (1748-1762)
- Feliks Filipp Volodkovich (1762-1778)
- Ludovik Lev Sheptytsky (1778-1779)
- Yason Smogorzhevsky (1780-1786)
- Teodor Rostotsky (1787-1805)
- Irakly Lisovsky (1808-1809)
- Hryhory Kokhanovich (1809-1814)
- Yosafat Bulhak (1818-1838)

Metropolitanos de Leópolis (1838-1984)
- Mykhajlo Levitsky (1838-1858)
- Hryhory Yakhymovych (1859-1866)
- Spyrydon Lytvynovych (1866-1869)
- Joseph Sembratovych (1870-1882)
- Sylvester Sembratovych (1882-1898)
- Julian Sas-Kuilovsky (1899-1900)
- Andriy Sheptytsky (1900-1944)
- Josyf Slipyj (1944-1984)

Archieparcas mayores de Leópolis (1984-2005)
- Miroslav Iván Lubachivsky (1984-2000)
- Lubomyr Husar (2000-2005)

Archieparcas mayores de Kiev-Galitzia y toda la Rus (tiene jurisdicción en toda Ucrania incluyendo Óblast de Lugansk, Óblast de Donetsk, Óblast de Zaporiyia, Óblast de Jersón y República Autónoma de Crimea) (desde 2005)
- Lubomyr Husar (2005-2011)
- Sviatoslav Shevchuk (desde 2011)